# Basler Münster

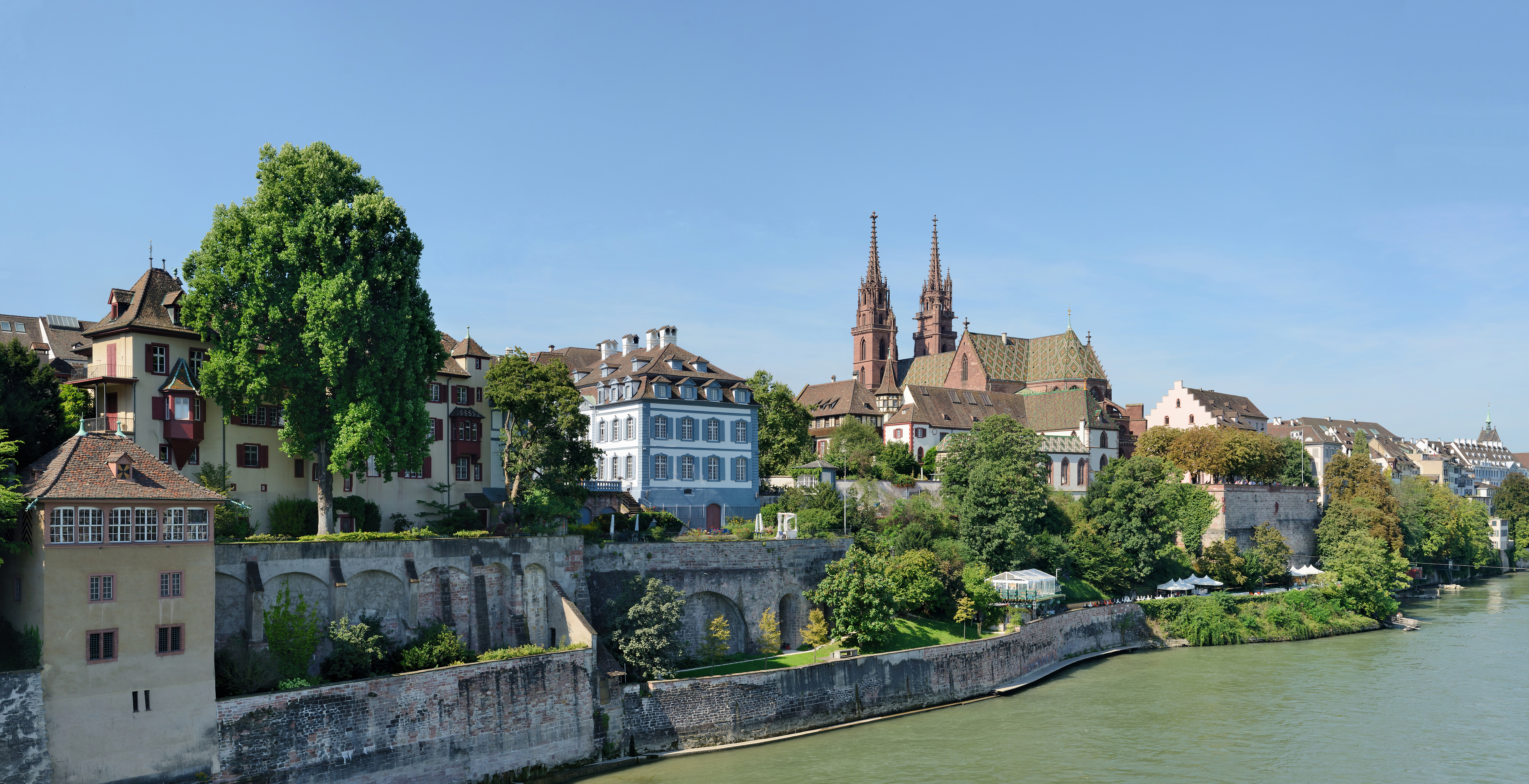
Lage des Münsters am Rhein

Das Basler Münster ist eine der Hauptsehenswürdigkeiten und ein Wahrzeichen der Stadt Basel in der Schweiz. Das Münster prägt mit Fassaden aus rotem Sandstein und den bunten Dachziegeln, seinen beiden schlanken Kirchtürmen und den sich kreuzweise durchdringenden Hauptdächern das Stadtbild. Die ehemalige Bischofskirche, heute evangelisch-reformiert, wurde zwischen 1019 und 1500 im romanischen und gotischen Stil erbaut.
Dem Basler Münster vorgelagert ist der nach ihm benannte Münsterplatz, der von vielen ehemaligen Domherrenhäusern gesäumt wird. Im baseldeutschen Dialekt wird es einfach als Minschter ([ˈmɪnːʃtə̆ʁ]) bezeichnet.

## Baugeschichte
Die komplizierte Baugeschichte des Münsters umspannt mehr als 500 Jahre.

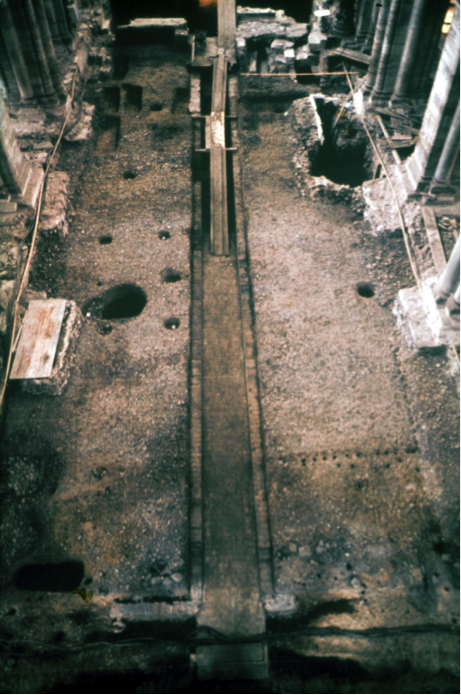
Ausgrabungen im Münster 1974 mit der keltischen Strasse (helle Fläche) und den Pfostenlöchern des Heiligtums

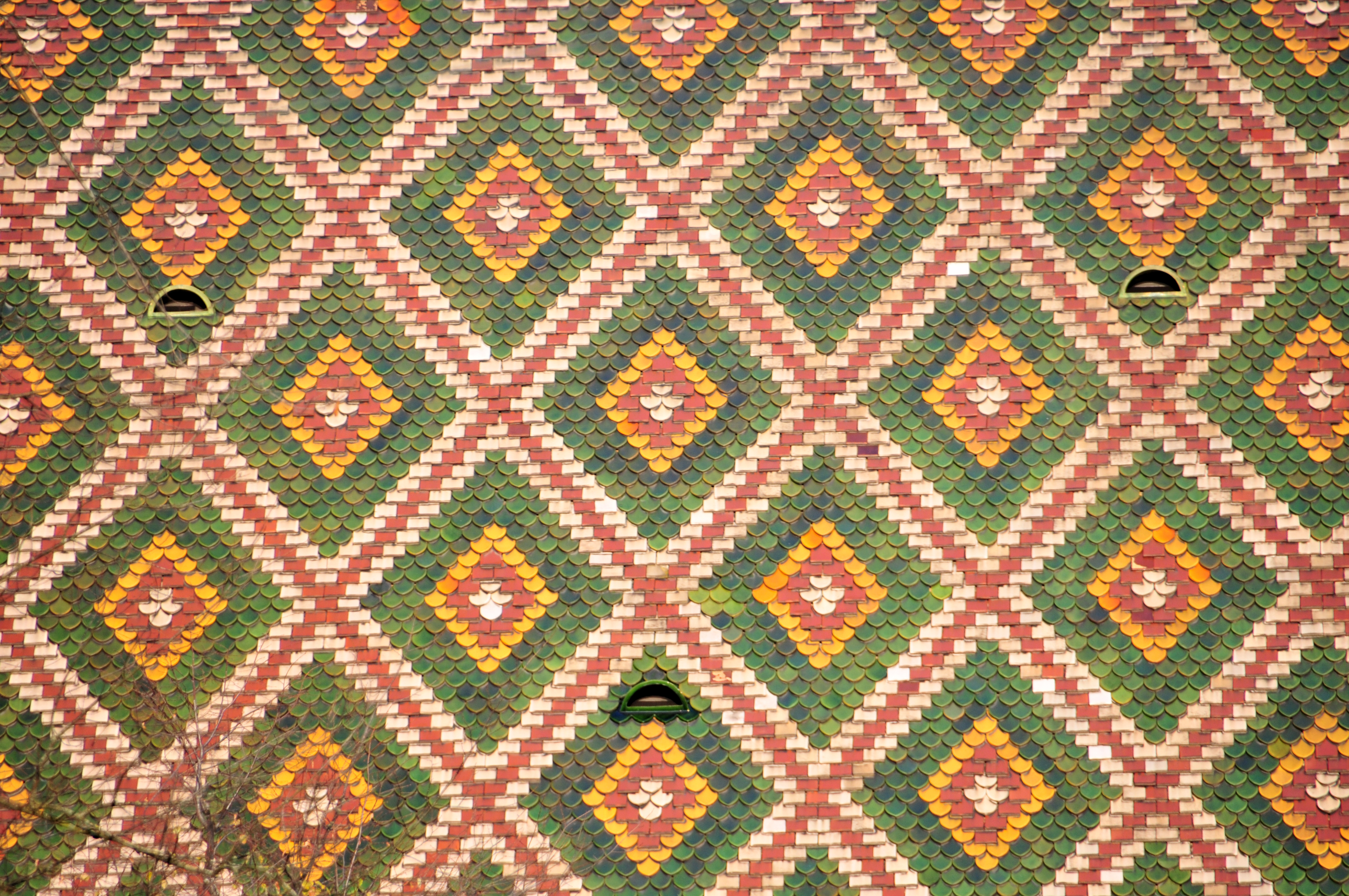
Typische Dachdeckung als Biberschwänze

### Vorgängerbauten
Der Münsterhügel war bereits in spätkeltischer Zeit (1. Jahrhundert v. Chr.) bebaut. Archäologische Ausgrabungen haben einen vorrömischen Wall (Murus Gallicus) freigelegt. Neben den Toranlagen kann man den früheren Strassenverlauf zum Teil rekonstruieren. An der Stelle des heutigen Münsters teilte sich die Strasse und führte um ein Gebäude herum, das vermutlich ein Strassentempel war. Später errichteten die Römer auf dem Münsterhügel ein Kastell.
Als erster Basler Bischof gilt Justinianus (343–346), allerdings hatte er seinen Sitz in Augusta Raurica. Danach liegen erst wieder über Ragnacharius gesicherte Informationen vor, der Anfang des 7. Jahrhunderts Bischof von Augst und Basel war. Vermutlich verlegte dieser den Bischofssitz nach Basel, das in dieser Zeit an Bedeutung gewann, während Augusta Raurica nach dem Abzug der Römer weitgehend zerstört worden war. Über Bischöfe in der Zwischenzeit ist nichts bekannt. Über einen Dombau der Basler Bischöfe im 7. und 8. Jahrhundert ist nichts bekannt.

### Erster Bau, Haito-Münster
Die genauen Anfänge des Münsters sind ungeklärt. Die ursprünglich karolingische Kirche, das sogenannte Haito-Münster, wurde in der ersten Hälfte des 9. Jahrhunderts vom Basler Bischof Haito (805–823) erbaut, der auch Abt des Klosters Reichenau am Bodensee war. Der Grundriss der Kathedrale ist teilweise archäologisch nachgewiesen. Wahrscheinlich bestand sie aus einem Saal, mehreren Nebenräumen an der Längsseite und zwei Rundtürmen an der Westseite. Die markante Westpartie führte zu einem gekrümmten Strassenverlauf, der bis heute so geblieben ist, wenn man sich von der Rittergasse auf das Münster zubewegt. Wie die Kirche im Osten ausgesehen hat, ist nicht gesichert. Sicher hingegen ist, dass der Haito-Bau über eine Krypta unterhalb des Altarraums verfügte, zudem gab es eine Aussenkrypta, deren Grundriss auf der Pfalz am Boden markiert ist. Auch von der Ausstattung ist nichts mehr erhalten, doch sind eine Schrankenanlage (cancellus) und ein Altarziborium durch schriftliche Überlieferung bezeugt.
Zu seiner Zeit war der Haito-Dom ein ungewöhnliches Bauwerk, da sich zu dieser Zeit dreischiffige Kirchen durchzusetzen begannen. Als Saalkirche folgte er einem altmodischen Baustil, anderseits gehörte die Doppelturmfassade zu den frühesten ihrer Art.
Im Jahr 917 wurde das Haito-Münster durch die Ungarneinfälle in Mitleidenschaft gezogen. Wie schwer die Beschädigungen an der Kirche waren, ist nicht gänzlich geklärt.

### Zweiter Bau, Heinrichsmünster
1006 gelangte das hochburgundische Basel in den Besitz des deutschen Königs (ab 1014 Kaisers) Heinrich II., Stadtherr in Basel wurde in Vertretung des Kaisers der Bischof. Bischof Adalbero II. liess auf dem Fundament des Vorgängerbaus einen ottonisch-frühromanischen Neubau errichten. Die Bezeichnung der dreischiffigen Kathedrale als Heinrichsmünster (manchmal auch Adalbero-Dom genannt) gründet auf dessen Förderer, Kaiser Heinrich II. Er und seine Frau Kunigunde galten als Stadtpatrone und genossen im Mittelalter besondere Verehrung. Kirchlich war das Münster jedoch eine Marienkirche.
Dieser Bau wurde am 11. Oktober 1019 in Gegenwart von Kaiser Heinrich II. und Kaiserin Kunigunde geweiht. Nach der offiziellen Darstellung der Archäologischen Bodenforschung Basel-Stadt umfasste er eine ausgedehnte Kryptenanlage aus zwei Unterkirchen. Die Vierungskrypta lässt sich wegen Spuren eines roten Estrichs diesem Bau zuordnen, der auch im Langhaus und am Zugang einer Spindeltreppe im Chor nachgewiesen wurde. Vom Binnenraum der Ostkrypta, in der der Bauherr bestattet wurde, wurden Reste der halbrunden Ostwand gefunden. Ihre Innenseite lag einwärts der Innenkanten der heutigen, spätromanischen Pfeiler, die nach aussen weit über die Aussenseite der frühromanischen Wand hinausragen. Am Kryptenumgang fanden sich keinerlei frühromanische Spuren. Der These Hans Rudolf Sennhausers, schon der Heinrichsbau sei mit einem Kryptenumgang errichtet worden, fehlt also jede archäologische Grundlage. Die nächstgelegenen Kryptenumgänge gab es Anfang des 11. Jahrhunderts im Dom von Ivrea und, 1015 geweiht, in der Hildesheimer Michaeliskirche. Die Kathedrale von Lausanne hat keine Krypta, hatte aber unter den Karolingern unter einem rechteckigen Chor eine ebensolche Krypta mit Mittelgang und zwei Nebenräumen. Trotzdem mochte man sich in jüngeren Darstellungen sich nicht völlig von den früheren Vorstellungen distanzieren.
Gegen Ende des 11. Jahrhunderts entstand westlich ein Turm aus hellem Kalkstein und Molasse-Sandstein. Sein unterer Teil ist bis heute erhalten und bildet die Basis des heutigen Nordturms (Georgsturm). Einen Turm im Süden besass das Heinrichsmünster nicht.

### Dritter Bau, Spätromanik und erste gotische Veränderungen

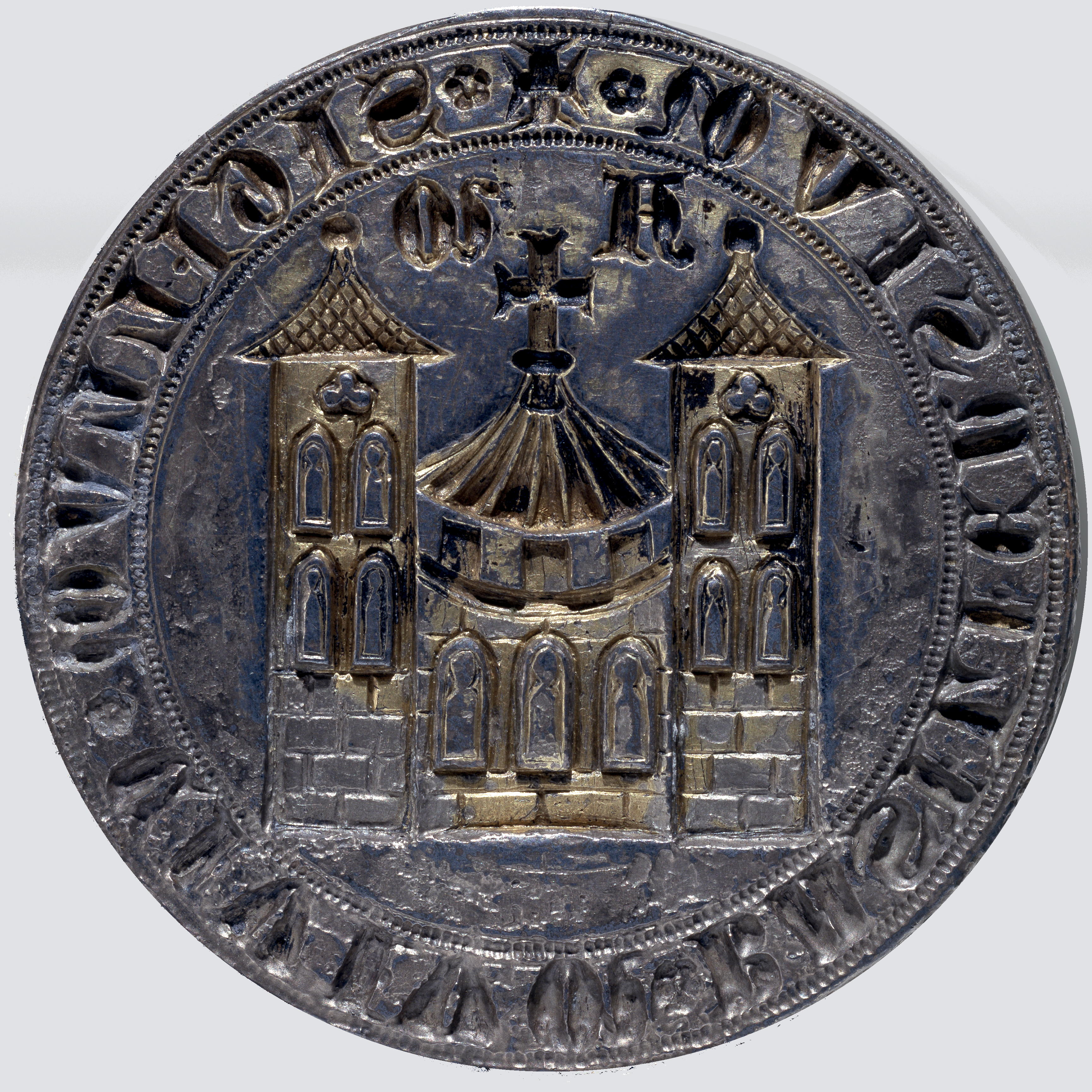
Großbasler Stadtsiegel nach 1356, verfeinert aber inhaltsgleich wie im frühen 13. Jh.

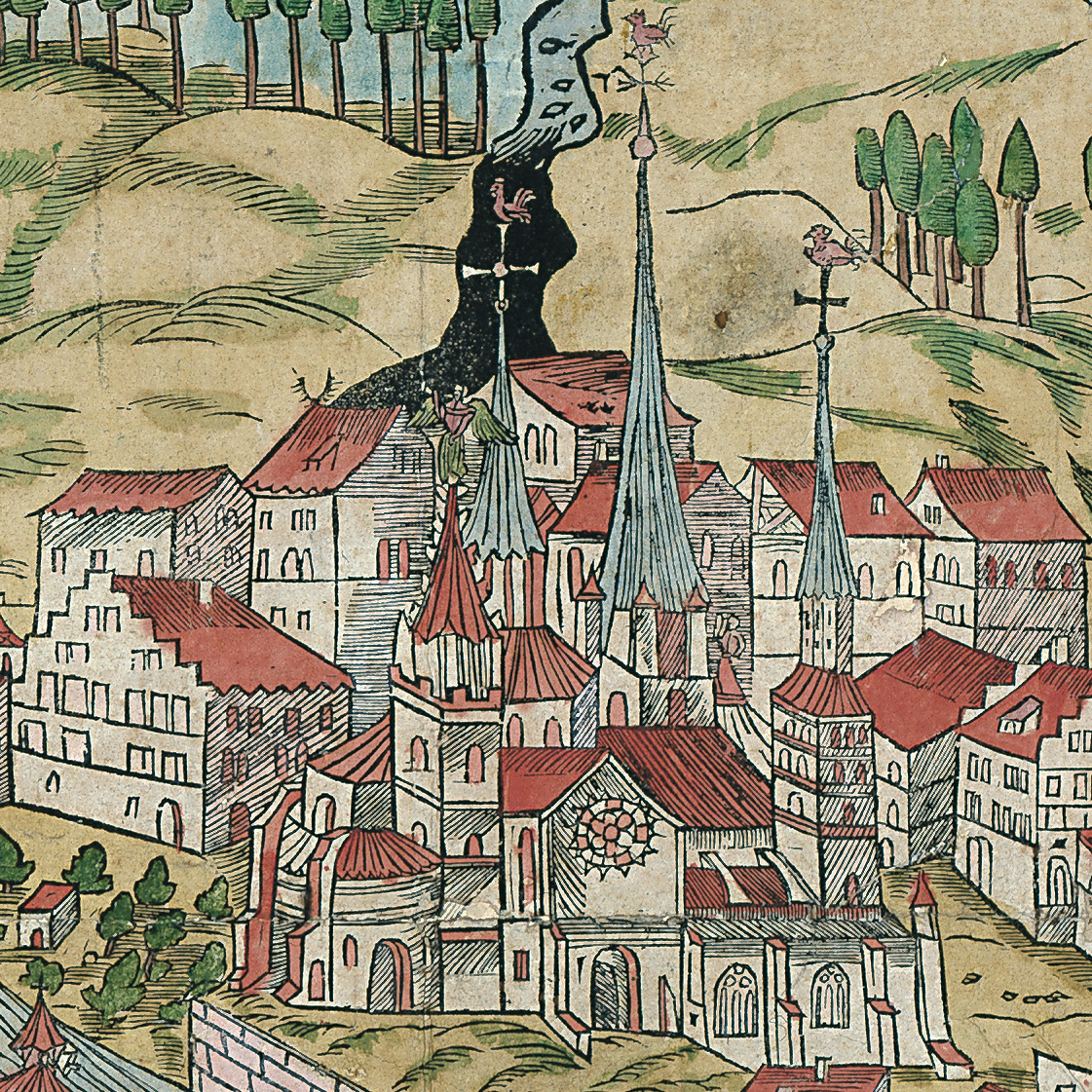
Das Münster vor 1356, Vierungsturm mit Laterne, nur ein Chorflankenturm

Der heutige Bau geht im Wesentlichen auf den spätromanischen Neubau aus dem letzten Drittel des 12. Jahrhunderts (1180–1220/1230) zurück. Die Bauzeit schliesst mit geringer Überlappung an die des Wormser Doms (1130–1181) an und fällt zusammen mit dem frühgotischen Umbau des Limburger Doms.
Die dreischiffige Emporenbasilika übernahm grosse Teile des Grundrisses vom Vorgängerbau. Neu hinzu kamen Querschiff und Kryptenumgang. Über der Vierung wurde ein Turm errichtet. Anhand von Baunähten wird angenommen, dass die Errichtung von Westen nach Osten erfolgte und man westlich immer etwa eine Etage weiter war als östlich. Die Arkadenpfeiler des Chors erforderten weitgehend neue Fundamente (s. o.). Der Kryptenumgang reichte bis unter die Chorempore, wie an den Kapitellen zu erkennen ist, die ausserhalb des Binnenchors die unteren Teile der Arkadenpfeiler gegen die oberen begrenzten. Letztere sind nur im Chor als Bündelpfeiler aus mehreren voneinander getrennten Säulen ausgeführt. Die Hauptpfeiler des Langhauses ähneln eher den unteren Teilen der Chorpfeiler. In seinen Seitenbereichen wurden zwar die Emporen auf Gewölben über den Seitenschiffen angelegt, aber die Gewölbe über den Emporen entstanden erst im 19. Jahrhundert.
Die erste gotische Zutat war ab 1270 der neue Eingangsbereich zwischen den Westtürmen.
Bis in die frühe Neuzeit zeigte das Grossbasler Stadtsiegel, ungeachtet zwischenzeitlicher Veränderungen des Bauwerks, eine Ostansicht des Münsters aus dem frühen 13. Jahrhundert, allerdings nur die oberen Teile: den halbrunden Chorobergaden mit drei Fenstern unter einem zwischen zwei Chorflankentürmen, über dem Chor wohl entweder eine Zwerggalerie unter halbrundem Dachschluss, oder ein runder Vierungsturm mit Kegeldach.
Eine spätere Abbildung der Kirche vor dem Erdbeben (Holzschnitt nach einem vor 1356 entstandenen Gemälde) zeigt außer den Westtürmen einen Vierungsturm mit hoher Laterne, aber nur einen Chorflankenturm.

### Nach dem Erdbeben

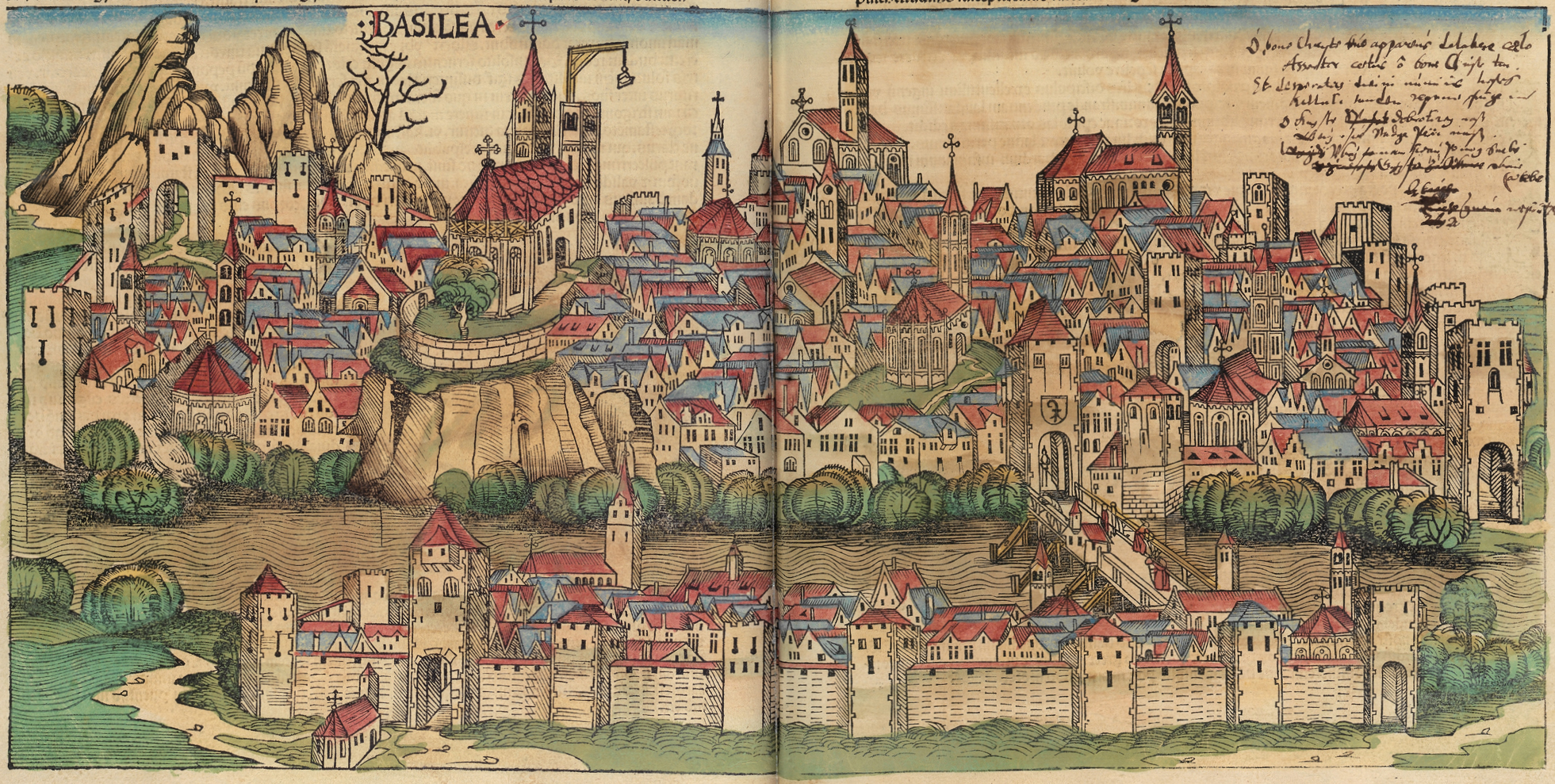
Holzschnitt von Wilhelm Pleydenwurff in der Schedelschen Weltchronik; vollendeter und noch in Bau befindlicher Turm verwechselt.

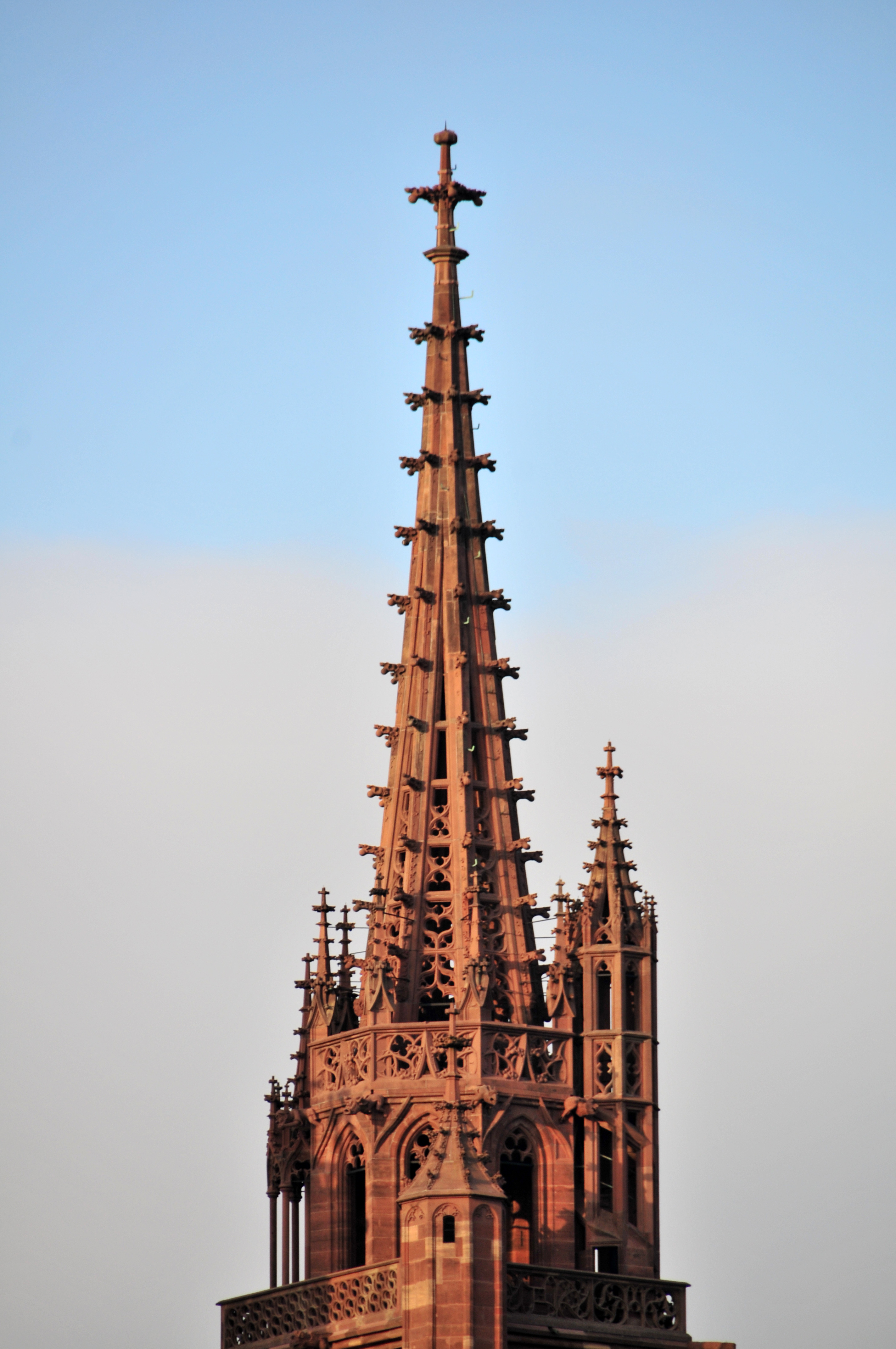
Nord(-west)-Turm mit überdimensionalem nördlichem Eckturm

Das Basler Erdbeben 1356 samt dem nachfolgenden Brand zerstörte alle Türme, verschiedene Gewölbe und Teile der Krypten. Unter dem Baumeister Johann Parler, der zugleich Münsterbaumeister von Freiburg/Br. war, wurde die teilweise zerstörte Kirche wieder aufgebaut, und bereits 1363 konnte der Hochaltar wieder geweiht werden. Die vier Pfeiler im Innenbereich der Ostkrypta wurden betont archaisch gestaltet. Die Gewölbe über dem Kryptenumgang hatte es vor dem Beben nicht gegeben (s. o.). Die Arkadenbögen unter der Chorempore waren erhalten geblieben oder wurden originalgetreu ersetzt. Ab der Brüstung der Chorempore dominieren nun spätgotische Formen. Im Jahr 1414 entwarf Ulrich von Ensingen, der Erbauer der Münstertürme von Ulm und Strassburg, die Pläne zum Ausbau des nördlichen Georgsturms; vollendet wurde dieser 1428. Der südliche Martinsturm hingegen wurde erst am 23. Juli 1500 von Hans von Nussdorf fertiggestellt. Damit galt das Münster offiziell als vollendet.
Bis zur Reformation 1529 diente das Münster als bischöfliche Domkirche. Im 19. Jahrhundert fanden zwei grosse Restaurierungen statt. Dabei wurde von 1852 bis 1857 der Lettner versetzt und zur Orgelempore gemacht, die Vierungskrypta wurde abgebrochen und zugeschüttet. Im 20. Jahrhundert war die Hauptzielsetzung der Renovierungsarbeiten, die spätromanische Bausubstanz stärker in den Vordergrund zu rücken, und man machte einige Umbaumassnahmen aus den 1850er Jahren wieder rückgängig. Dazu senkte man 1975 den Boden des Münsters auf das ursprüngliche Niveau ab und machte die Vierungskrypta wieder zugänglich. Seit 1985 widmet sich eine neu eröffnete Bauhütte dem sich zunehmend verschlechternden Zustand des Buntsandsteins am Aussenbau des Münsters.

## Weitere historische Ereignisse

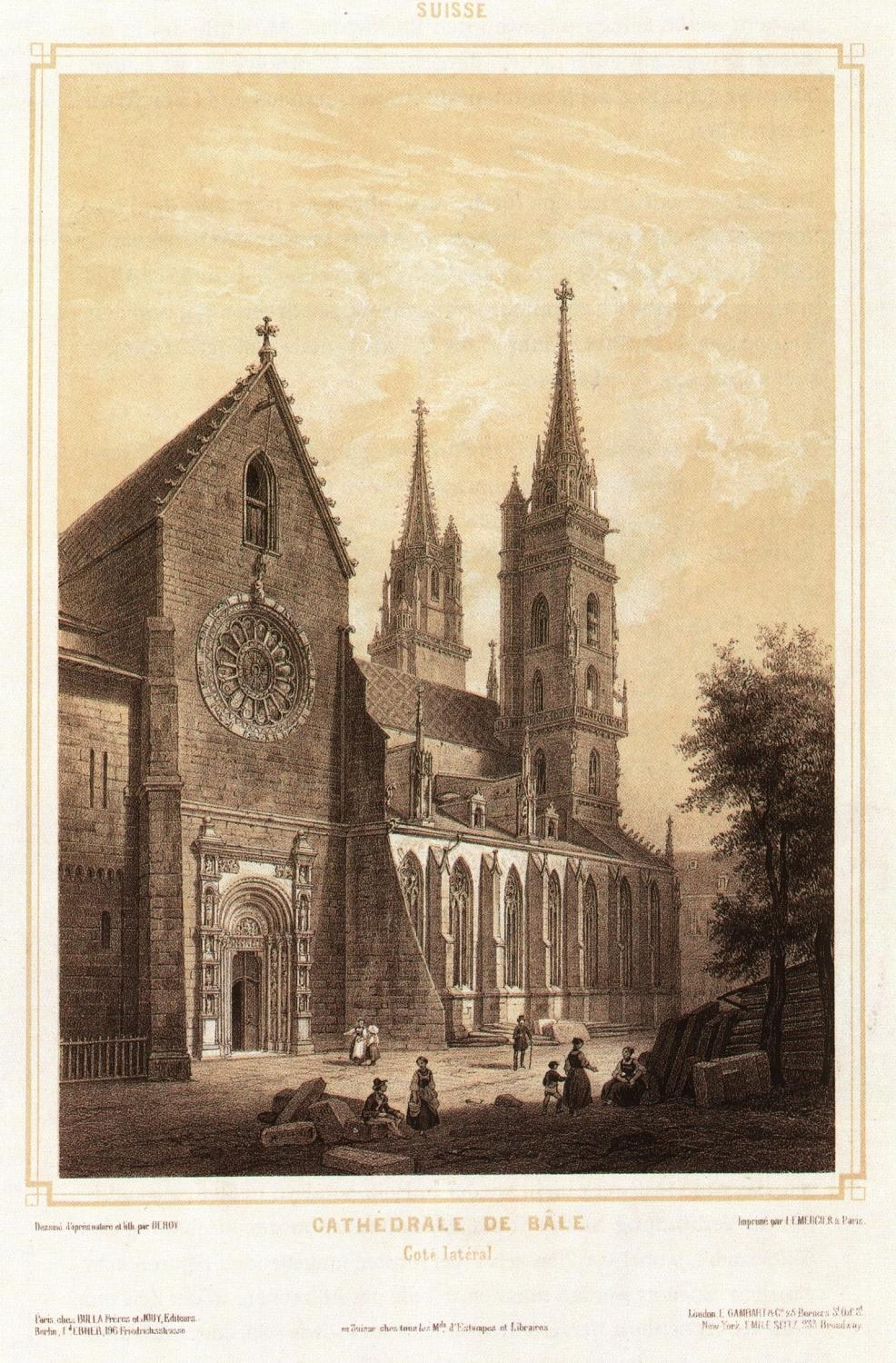
Lithografie des Basler Münsters

Das Münster, April 1911

### Papstkrönung vor dem Basler Münster
Papst Martin V. teilte der Basler Regierung im Jahr 1424 mit, dass ihre Stadt als Tagungsort des nächsten Konzils gewählt worden sei. Zwischen 1431 und 1448 tagte das Basler Konzil im Münster mit dem Hauptziel, eine Kirchenreform durchzuführen. Als 1438 der damalige Konzilspräsident Cesarini auf Weisung von Papst Eugen IV. Basel verliess, wählte man ein Jahr später im Haus zur Mücke am Münsterplatz Felix V. als Gegenpapst, und am 24. Juli 1440 wurde er auf einem eigens errichteten Podium vor der Westfassade des Münsters feierlich geweiht und gekrönt. Als sich Felix nicht durchsetzen konnte, veranlasste der deutsche Kaiser Friedrich III. die Auflösung des Konzils in Basel. Weil damit auch die «Kurienuniversität» endete, bemühten sich die Basler um die Gründung einer neuen Universität. Durch Papst Pius II., der während des Konzils als Sekretär fungiert hatte, kam es daraufhin zum Erlass der Stiftungsbulle, und so konnte am 4. April 1460 die Basler Universität als Volluniversität eröffnet werden.

### Bildersturm
Der Bildersturm der Reformationsbewegung brachte im Jahr 1529 die Stadt und das Basler Münster um viele kostbare Kunstwerke. Viele Basler Kirchen wurden in diesen Monaten von zahlreichen Bürgern teilweise mit Waffengewalt gestürmt, um Bilder und Statuen zu vernichten. Der einflussreiche Reformator Huldrych Zwingli lehnte die Verehrung Gottes in der Gestalt von Bildern als Götzendienst ab. Am 9. Februar 1529 gegen 13 Uhr begab sich eine Gruppe von 40 bewaffneten Männern vom dicht belebten Marktplatz hinauf zum Münster. Sie sollen in die Kirche eingedrungen sein, wo ein ungeschickter Zunftbruder mit einer Hellebarde ein Altarbild anstiess, das zu Boden fiel und zerbrach. Daraufhin hätten die Bewaffneten das Münster wieder verlassen, um Verstärkung zu holen. Die Kapläne verschlossen daraufhin die Kirche. Mit insgesamt 200 Mann versammelte sich die verstärkte Gruppe und polterte vor den verschlossenen Toren des Münsters. Schliesslich drangen sie gewaltsam ein, zerschlugen und zertraten Kruzifixe, Marienbilder und Heiligendarstellungen. Der Mob fiel über die Altäre her und erging sich in blinder Zerstörungslust. Im weiteren Verlauf des Nachmittags weitete sich der Bildersturm auf weitere Kirchen in Basel aus.
Erasmus von Rotterdam beschrieb den Bildersturm zu Basel in einem Brief vom 9. Mai 1529 folgendermassen:

„Von Standbildern wurde nichts unversehrt gelassen, weder in den Kirchen noch in den Vorhallen noch in den Kreuzgängen noch in den Klöstern. Was von gemalten Bildern vorhanden war, wurde mit einer Übertünchung von Kalk bedeckt; was brennbar war, wurde auf den Scheiterhaufen geworfen, was nicht, wurde Stück für Stück zertrümmert. Weder Wert noch Kunst vermochten, dass irgend etwas geschont wurde.“

Aus der Beschreibung des Erasmus spricht der Schock des Zeitzeugen; dass die Zerstörungen nicht so umfassend waren, wie er und andere reformationskritische Berichte schildern, zeigen die erhaltenen mittelalterlichen Bildwerke. Auch der Münsterschatz konnte gerettet werden und blieb bis zur Kantonsteilung vollständig erhalten.

## Architektur

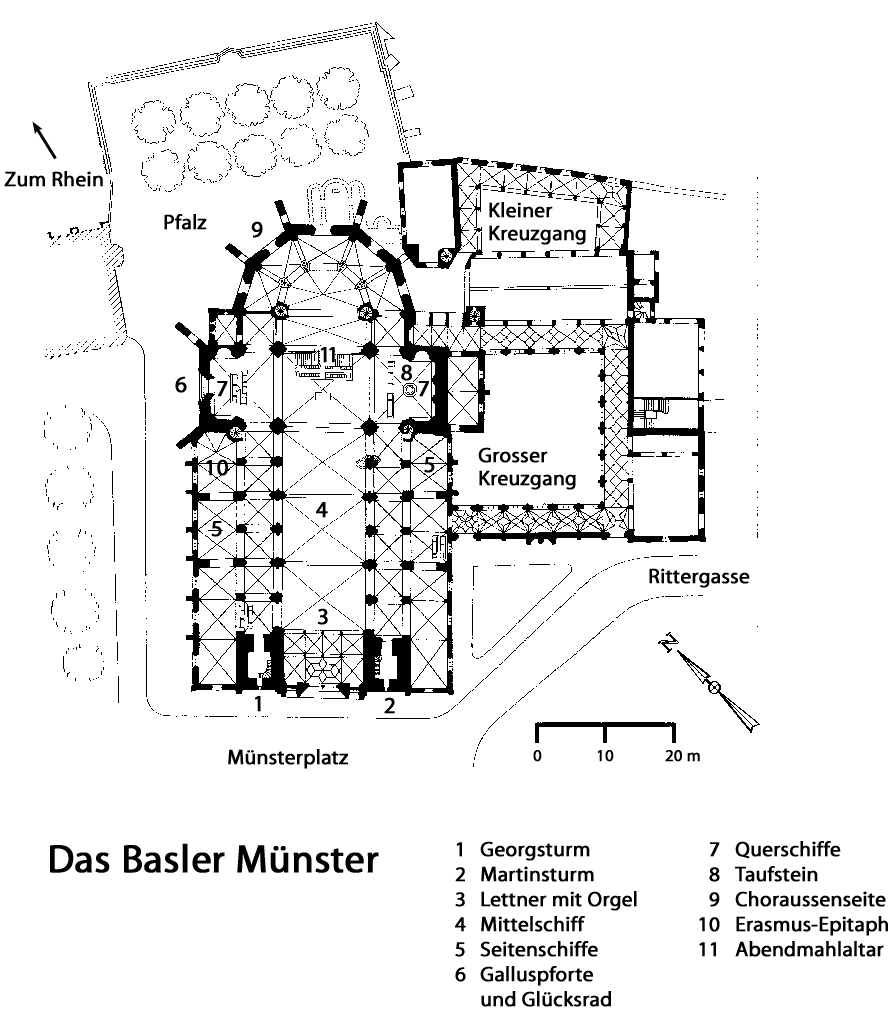
Risszeichnung des heutigen Münsters

### Georgs- und Martinsturm
Die nach Westen zeigende Hauptfassade wird von den beiden Türmen, dem nördlichen 67,3 Meter hohen Georgsturm und dem im Jahre 1500 vollendeten südlichen Martinsturm (65,5 Meter), dominiert. Die Türme sind nach den Ritterheiligen Georg und Martin von Tours benannt. Die beiden Heiligen sind neben dem Hauptportal auf hohen Pilastern unterhalb der jeweiligen Türme durch entsprechende Reiterstandbilder (Kopien) dargestellt. Die Statue des heiligen Martin stammt aus dem Jahr 1340; das Original steht heute im Museum Kleines Klingental, die Kopie stammt von Ferdinand Schlöth. Am Georgsturm ist eine monumentale Darstellung (1372) des Ritters Georg zu sehen, der mit einem auffällig kleinen Drachen kämpft.
Mitte des 13. Jahrhunderts hatte das Münster fünf oder auch nur vier Türme. Die als Holzschnitt aus dem 15. Jahrhundert überlieferte Darstellung seines Zustandes vor dem Erdbeben zeigt zwei Westtürme, einen Vierungsturm mit hoher Laterne und den einen nördlichen Chorflankenturm, dessen untere beide Geschosse heute als Alte Sakristei erhalten sind. Ein südlicher Chorflankenturm ist nicht eingezeichnet. Nach dem schweren Basler Erdbeben 1356 wurden nur die beiden Westtürme wieder aufgebaut. Für den oberen Teil des nördlichen Georgsturms konnte der Strassburger Münsterbaumeister Ulrich Ensinger gewonnen werden, der 1414 eine Planzeichnung lieferte. Den Bau führte sein Schwiegersohn, der Ulmer Münsterbaumeister Hans Kun weiter. In den Jahren 1470–1475 erfolgte zunächst eine statische Sicherung des durch einen Brand beschädigten südlichen Martinsturmes unter Leitung des Konstanzer Münsterbaumeisters Vincenz Ensinger. Die Bauleitung hatte sein Parlier Hans Nussdorf, der nach Entlassung von Vincenz Ensinger wegen «Fehlern am Turmbau» 1477/78 als leitender Baumeister bestellt wurde. Am älteren Georgsturm erkennt man den unteren hellen Teil, der beim Erdbeben unversehrt geblieben ist. Dem Martinsturm wurde im Jahr 1500 eine prächtige Kreuzblume aufgesetzt. In ihm kann man die Turmuhr aus dem Jahr 1885 besichtigen. Die Glockenstühle befindet sich in den beiden Türmen, welche durch eine Galerie verbunden sind. Sowohl Georgs- wie Martinsturm sind auf steilen Treppen zu besteigen und bieten einen grossartigen Ausblick auf die Stadt Basel sowie die Ausläufer von Schwarzwald und Jura.
Die beiden Türme bestehen aus drei unteren, ungegliederten Geschossen und mehreren Freigeschossen. Die unteren beiden Geschossen sind einfach und blockartig. Über der Masswerkgalerie ragen die Obergeschosse der Türme empor. Da diese nicht gleichzeitig entstanden, unterschieden sie sich leicht in ihrem Äusseren. Am Nordturm setzen das Geschoss mit oktogonalem Querschnitt und der Turmhelm erst über einem Viereckgeschoss an. Auf dieses wird im Südturm verzichtet. Wie beim Freiburger Münster schliessen schlanke Fialentürme an den Ecken der Oktogone an.
An beiden Münstertürmen führen jeweils angebaute Treppentürme fünfeckigen Grundrisses bis unter den Helm. Die Variationen des geometrischen Konstruktionsprinzips konnte der Kunsthistoriker Walter Ueberwasser (1898–1972) an der Serie der spätgotischen Basler Goldschmiederisse nachweisen.
Am Martinsturm befinden sich eine mechanische Uhr und eine Sonnenuhr. Auf den ersten Blick verwirrt die Anzeige der Sonnenuhr, doch ist sie nicht falsch, sondern sie zeigt die alte Basler Zeit an, die in Basel bis zur Errichtung der Helvetik im Jahr 1798 galt.

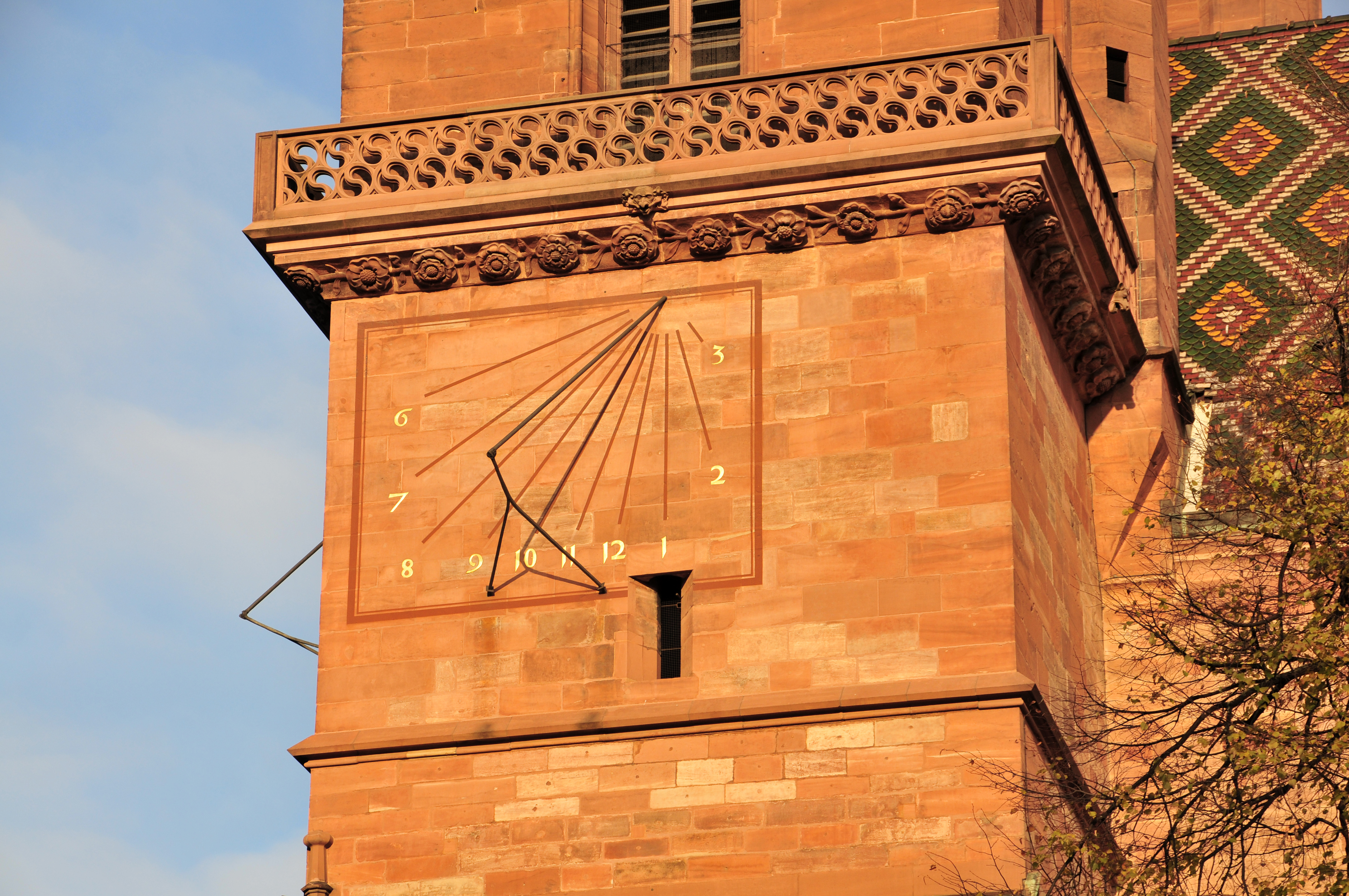
Die Sonnenuhr am Basler Münster zeigt die alte Basler Zeit.
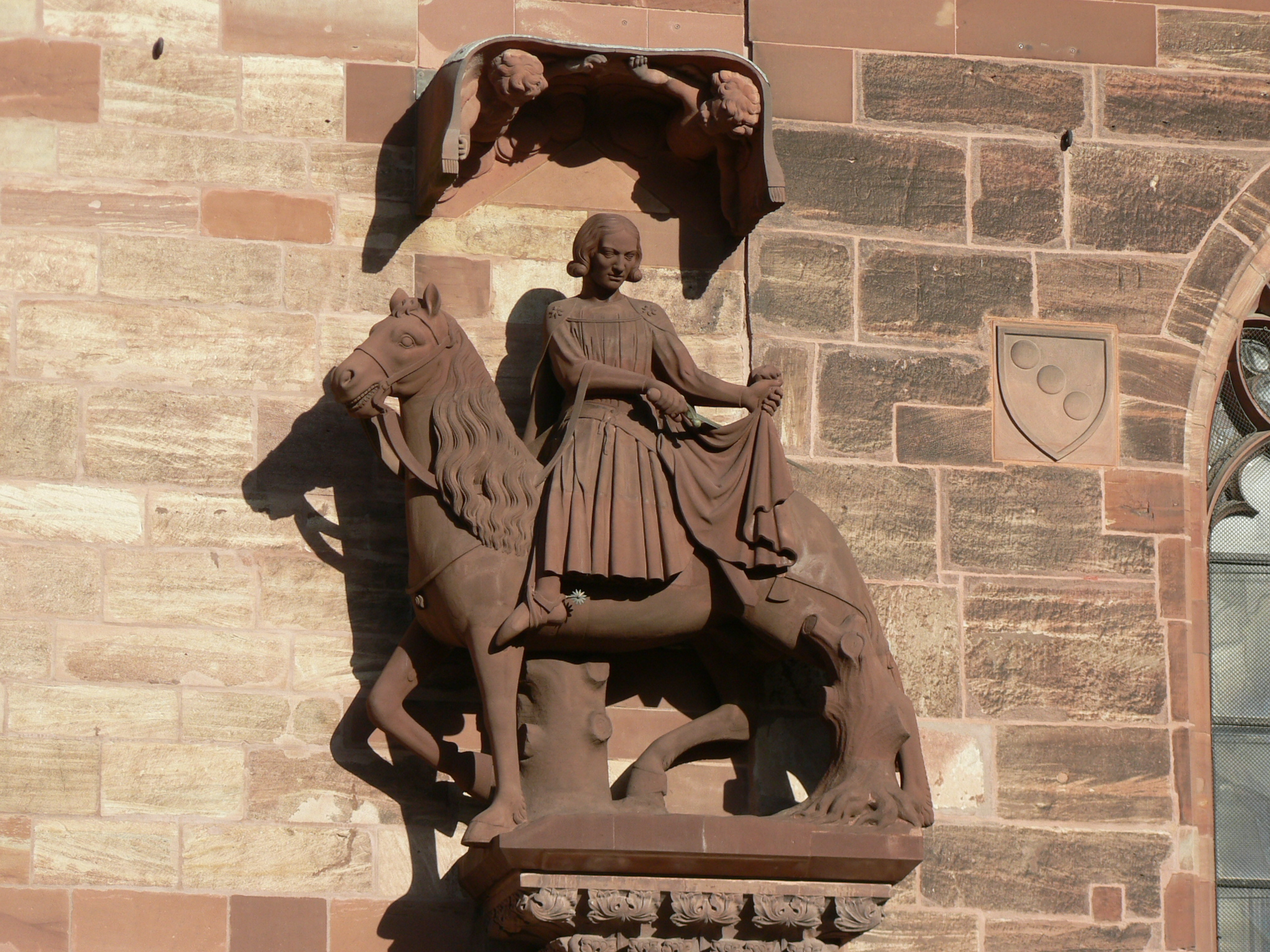
Darstellung des Heiligen Martin
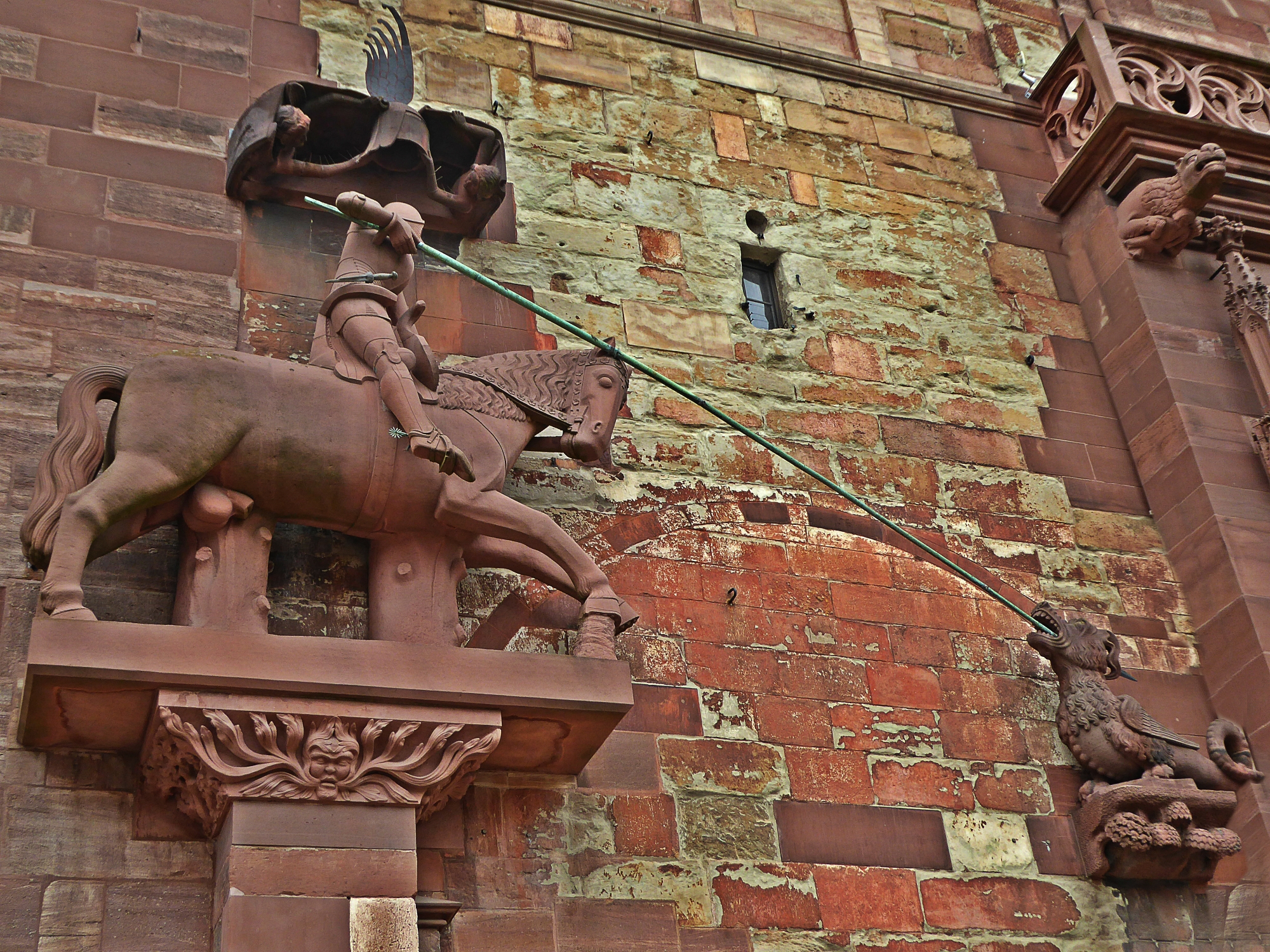
St. Georg Drachentöter und Märtyrer

### Hauptportal

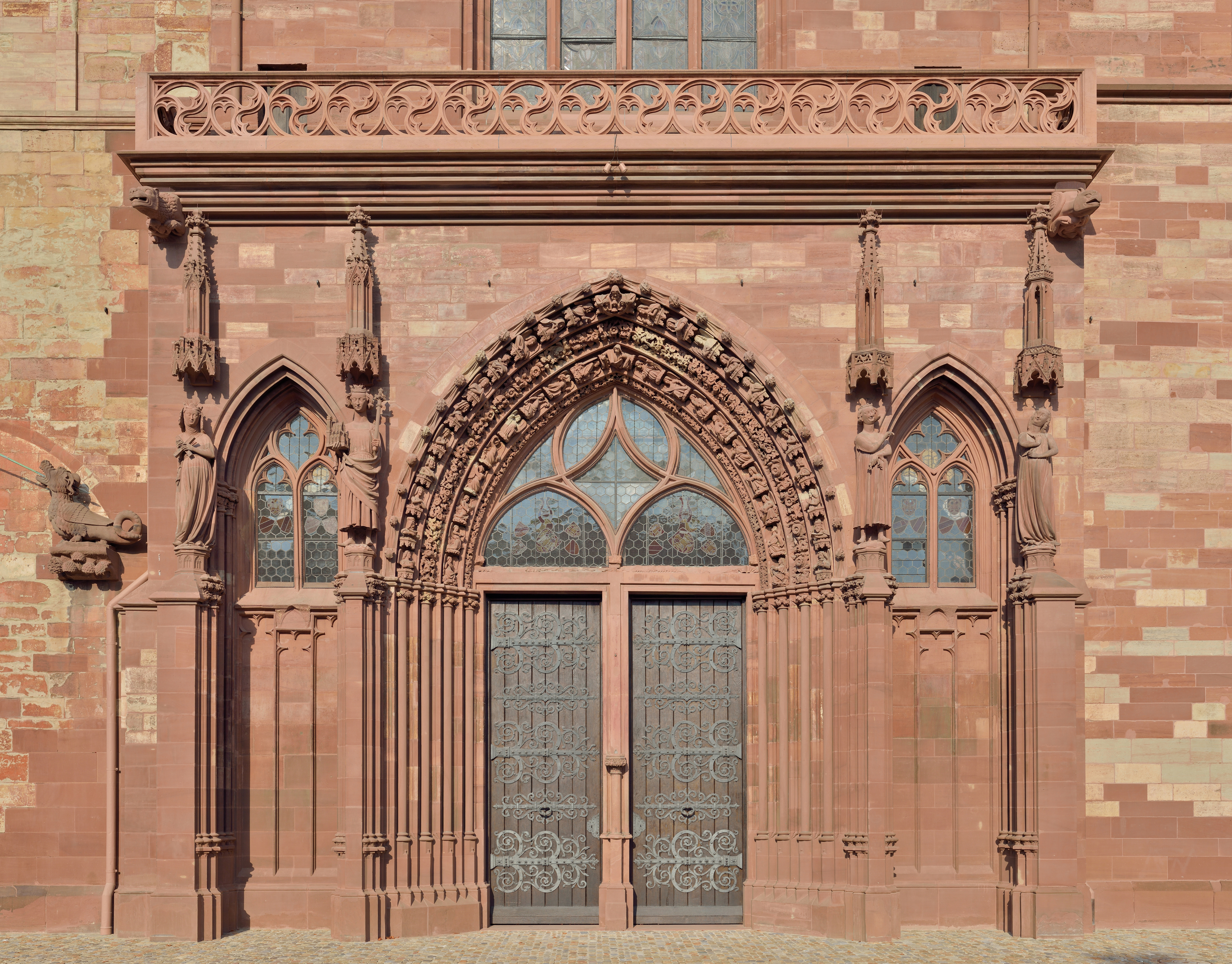
Hauptportal

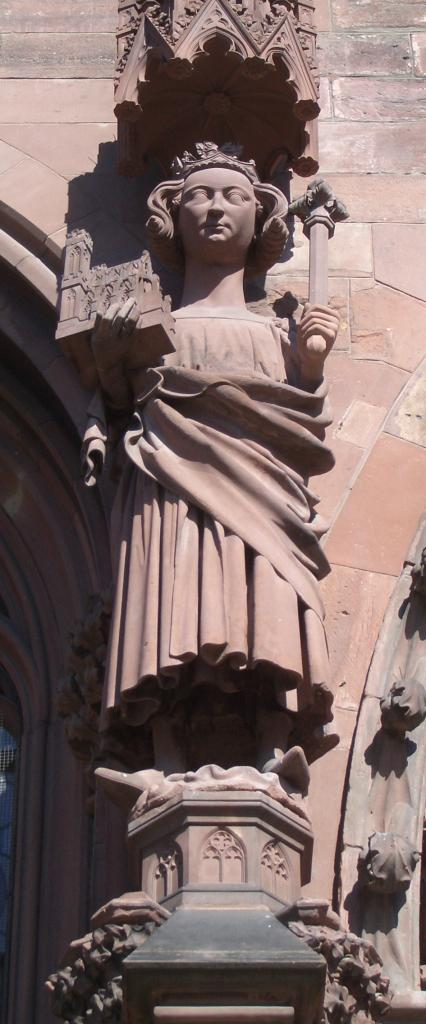
Stifterfigur am Hauptportal

Am Hauptportal befindet sich zwischen den beiden Portaltüren eine leere Säule, auf der früher eine Marienstatue gestanden hat. Das Tympanon darüber enthielt eine mehrzonige Darstellung des Jüngsten Gerichts, wie man es auch von anderen grossen gotischen Kathedralbauten kennt. Beides wurde in der Reformationszeit zerstört (siehe: Bildersturm). Über dem Türsturz sind noch die Füsse der abgeschlagenen Figuren der untersten Zone sichtbar. Erhalten geblieben sind dagegen die Bogenläufe, welche Propheten und Könige, Rosen, tanzende Engel und Abraham darstellen. Sie gehören zur ersten Phase des Hauptportals und wurden um 1270 vom sog. Erminoldmeister gefertigt. In dieser Zeit befand sich das Hauptportal noch in einer Vorhalle, von wo es dann nach dem Erdbeben von 1356 an den jetzigen Standort versetzt wurde.
Die Stifterfiguren Heinrichs II. sowie seiner Frau Kaiserin Kunigunde befinden sich links vom Hauptportal. Der ungewohnt jung und bartlos dargestellte Kaiser trägt ein Kirchenmodell auf seinem Arm, was ihn als Stifter des Münsters kennzeichnet. Seiner Gemahlin ist erst seit der Aussenrenovierung von 1880 bis 1980 ein Kreuz beigegeben. Ursprünglich hielt sie Handschuhe in den Händen. Rechts vom Hauptportal erkennt man die Bildnisse eines Verführers («Fürst der Welt») und einer törichten Jungfrau. Während die Jungfrau lächelt und ihr Kleid öffnet, klettern beim Verführer im Rücken Schlangen und Kröten empor, welche die Bosheit versinnbildlichen sollen. Die Darstellung stammt etwa aus dem Jahr 1280. Die Statuen sowie das Mauerwerk des Münsters bestehen aus rotem Sandstein, den man aus dem Wiesental und aus Degerfelden geholt hat.

### Nordseite mit Galluspforte

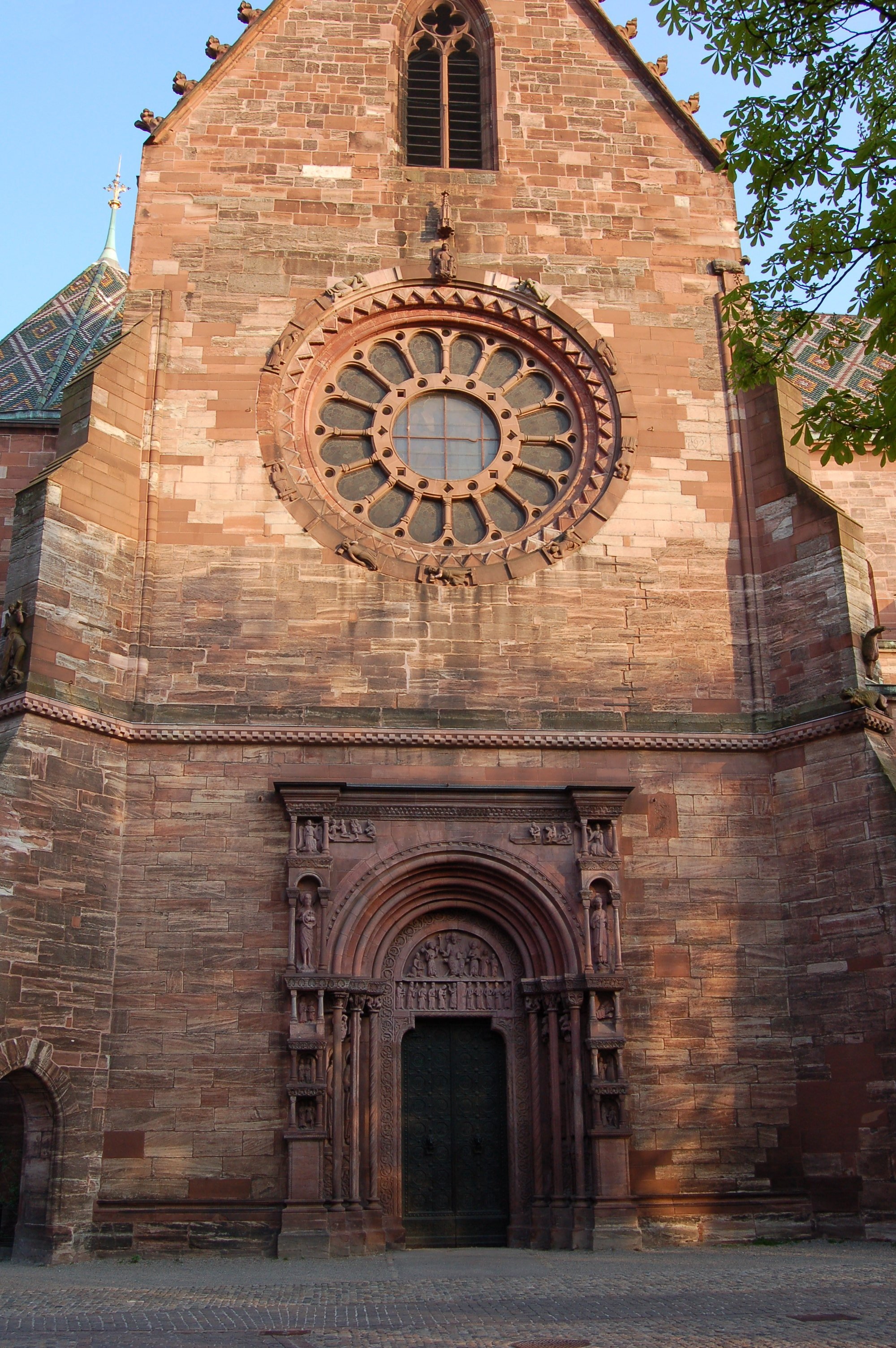
Galluspforte und «Glücksrad»

Die Galluspforte (1150/1170) ist das bedeutendste romanische Skulpturenwerk der Schweiz und gilt als das älteste romanische Figurenportal im deutschsprachigen Raum. Sie öffnet sich an der Nordfassade des Querschiffs und erhielt ihren Namen von einem ehemaligen Altar im Inneren. Die Galluspforte erinnert an einen Triumphbogen und stellt zahlreiche Figuren in archaischer Weise dar. Sie ist fast ausschliesslich in Originalsubstanz erhalten. Rings um die schwere Bronzetür aus dem Jahr 1892 finden sich Darstellungen der vier Evangelisten, törichte und kluge Jungfrauen sowie Engel mit Fanfaren, welche aus ihren Gräbern steigen und Tote vor dem Jüngsten Gericht. Im Bogenfeld thront Christus als milder, menschenfreundlicher Weltenrichter. Die Figuren wirken insgesamt sehr ausdrucksstark in Gestik und Mimik, was bei Figuren aus der Romanik selten ist. Die kunsthistorische Forschung war sich lange uneins darüber, ob die Galluspforte in der Westfassade eingebaut und 1285 an die Nordwand versetzt wurde oder ob der heutige Standort dem ursprünglichen Bauort entspricht. Jüngere Untersuchungen belegen nun aber, dass die Galluspforte für den jetzigen Standort gefertigt wurde. Die Galluspforte war seit ihrer Entstehung im 12. Jahrhundert immer wieder farbig bemalt worden. Über einer bunten gotischen und einer farbigen nachreformatorischen Fassung liegen Reste von mehreren roten Anstrichen.
Oberhalb der Galluspforte befindet sich eine Fensterrose, welche ein monumentales Glücksrad darstellt. Um das kreisrunde Fenster herum klammern sich Figuren, welche die Wechselhaftigkeit des irdischen Glücks symbolisieren. Die Speichen und Nabe der Rosette waren ursprünglich aus Eichenholz, sind im 19. Jahrhundert aber durch Sandstein ersetzt worden. Oben thront unter einem gotischen Baldachin ein Mann. Die sonst übliche Darstellung der Schicksalsgöttin Fortuna fehlt hier. Zwischen der Pforte und dem Radfenster sind Risse sichtbar, die vom Erdbeben 1356 stammen. Die Fassade des Querhauses wird von zwei grossen Stützpfeilern gerahmt und schliesst damit die Nordseite nach Osten ab.

### Chor und Pfalz

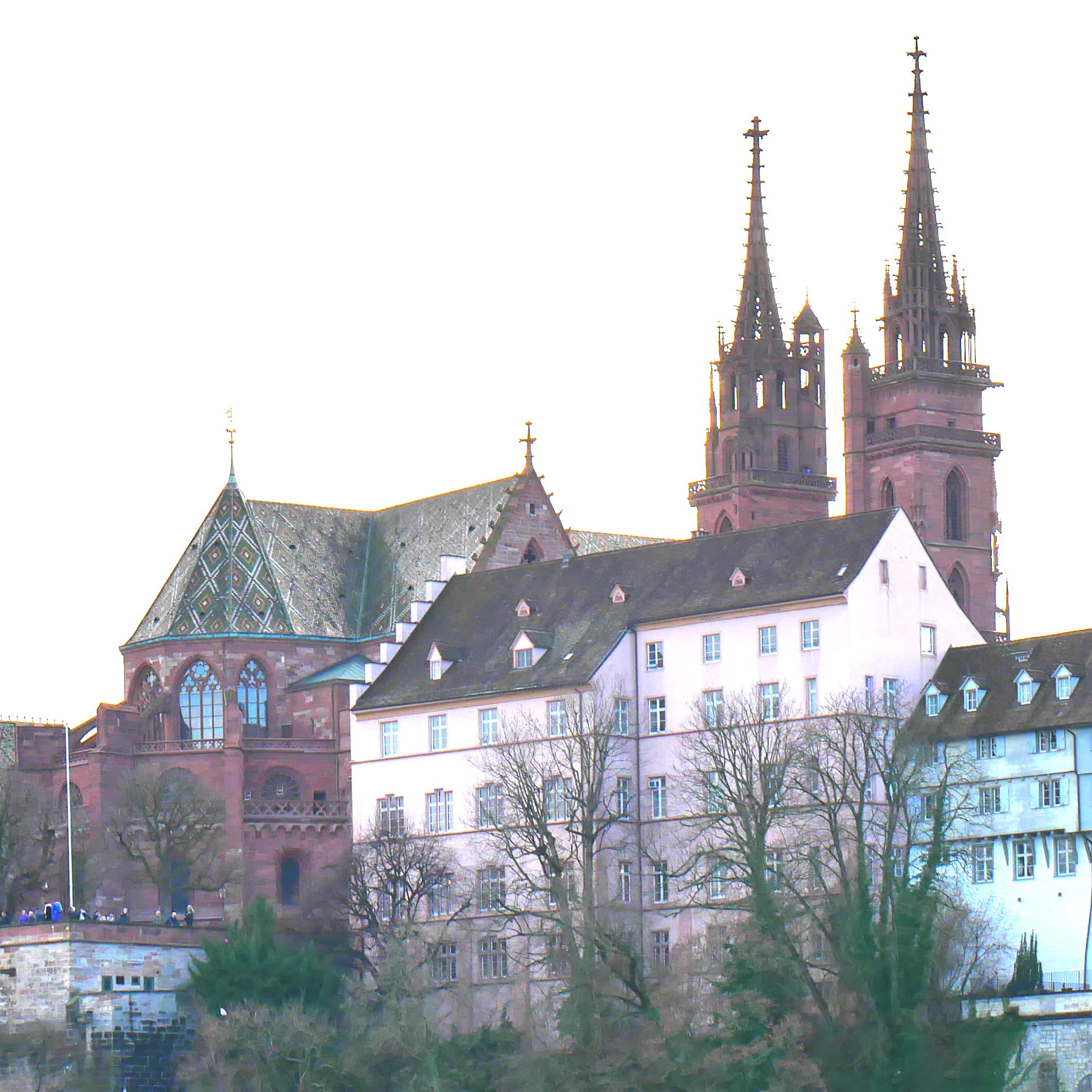
Münster und Pfalz von Norden

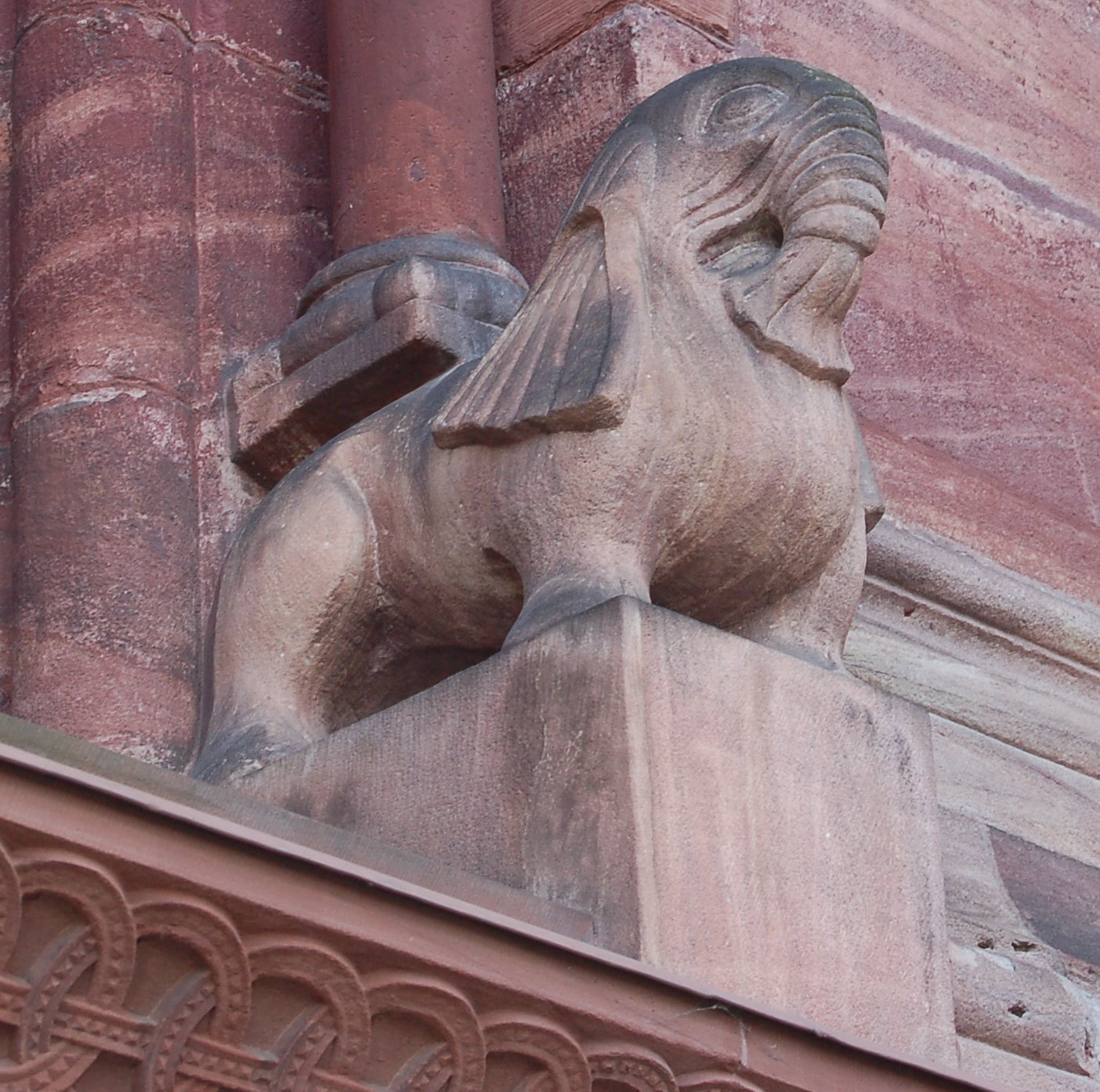
Elefant

Das Münster verfügt über einen polygonalen Umgangschor mit niedriger Empore und einem hohen Obergaden. Der Chor ist aus topographischen Gründen nach Nordosten ausgerichtet und nicht nach Osten wie bei den christlichen Sakralbauten sonst üblich. Seine Aussenseite ist im unteren Teil romanisch und reich an Skulpturenschmuck. Dazu zählen groteske Gestalten, Halbwesen und Elefanten (Ilpen), welche die Steinmetze der damaligen Zeit nie zu Gesicht bekommen hatten. Um die Sockelzone läuft eine Blendenbogenreihe. Auf der Seite des Obergadens sind die Stümpfe der ehemaligen Chorflankentürme zu erkennen. Diese stürzten beim Erdbeben 1356 ein und wurden nicht wieder aufgebaut. Das massiv ausladende Strebewerk des Münsters entlastet den Chor und lässt Bögen zum Hindurchschreiten offen.
Die östliche Chorpartie liegt auf einer fast 20 Meter hohen aufgeschütteten Terrasse, Pfalz genannt, von der aus man einen weitläufigen Blick auf den Rhein und das Rheinknie hat. Von dort aus hat man auch einen freien Blick auf Kleinbasel, und bei klaren Tagen auf die Vogesen. Zwischen der Wettsteinbrücke und der Mittleren Rheinbrücke verbindet zusätzlich die Münsterfähre die beiden Hälften Basels.

## Innenraum und Ausstattung

### Kirchenschiff

Seitenschiff

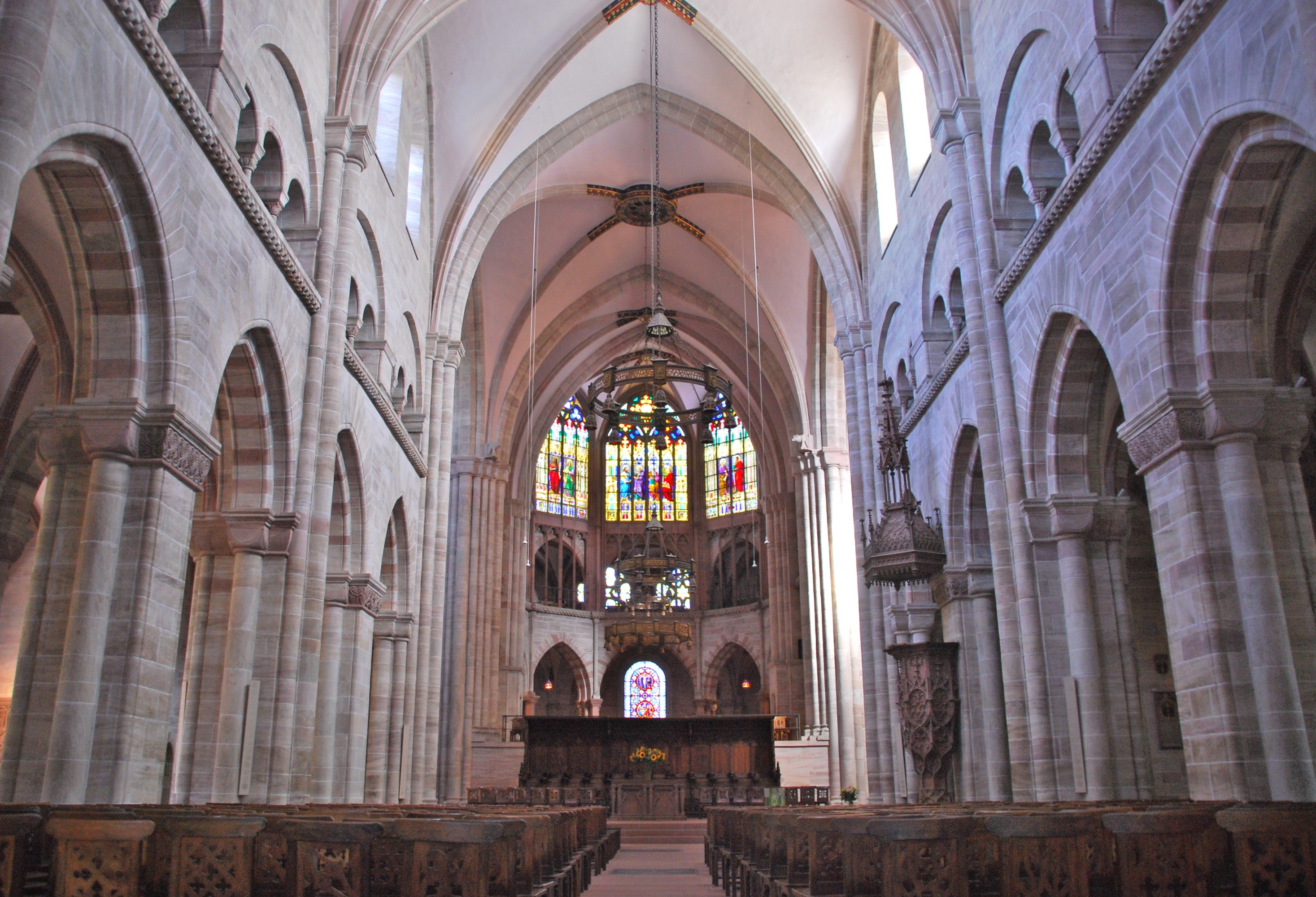
Mittelschiff, Blick zum Chor

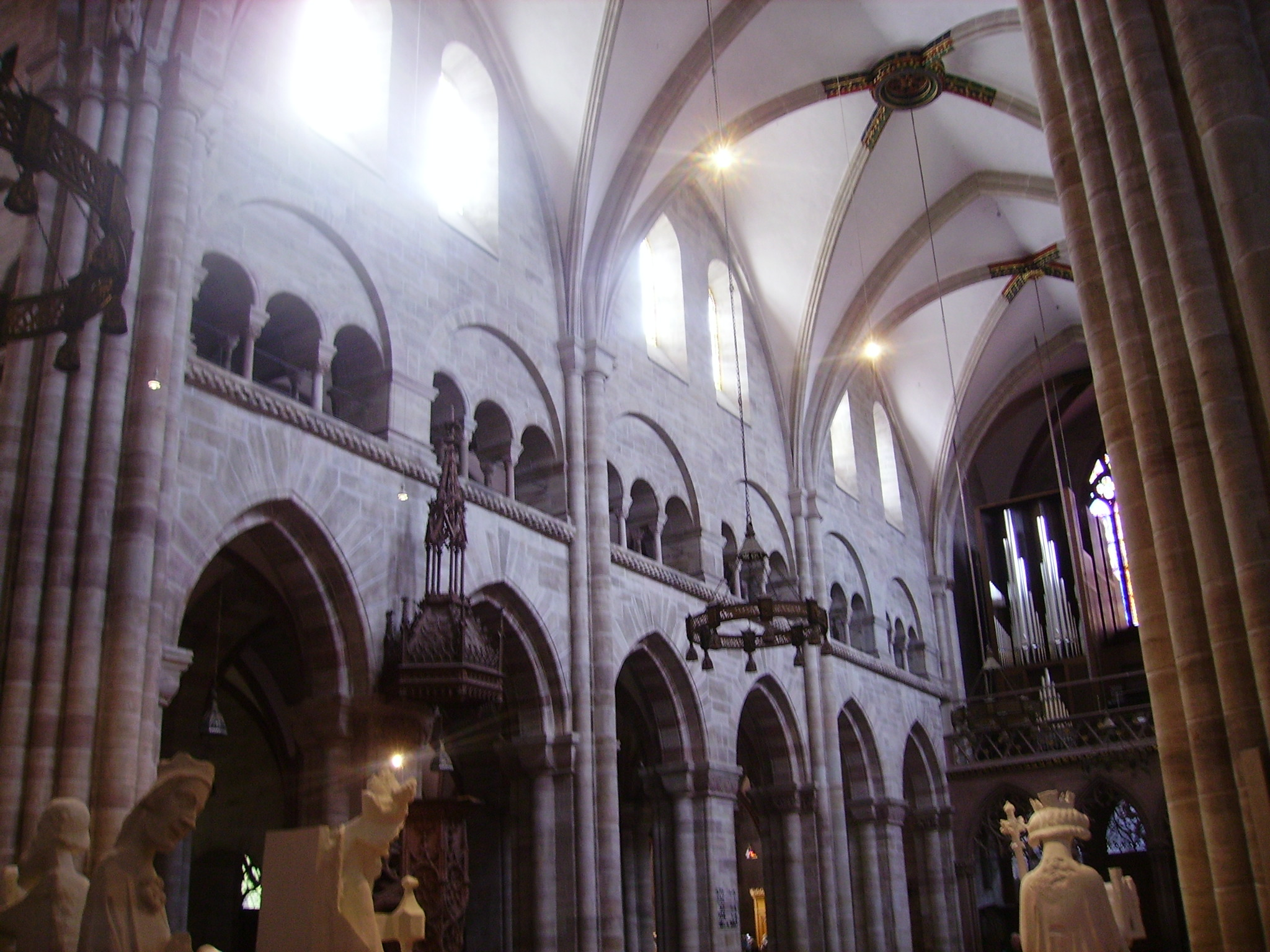
Langhaus nach Südwesten

Der Innenraum der dreischiffigen Emporenbasilika ist 65 Meter lang und 32,5 Meter breit. Rechnet man die seitlichen Schiffe mit einer Reihe von mit einander verbundenen Grabkapellen hinzu, so besitzt das Münster fünf Schiffe. Die blockhaften Kapitelle sowie die Rundbögen der Emporenarkaden und Obergadenfenster sind deutlich romanische Züge. Die rundbogigen Kreuzrippengewölbe über den Emporen ersetzten erst im 19. Jahrhundert mittelalterliche Flachdecken. Unterhalb der noch Licht einlassenden kleinen Rundfenster hatten die Emporen zunächst Bogenfenster, die aber heute in die Dachräume über den äusseren Seitenschiffen führen würden. Die spitzbogigen Basler Seitenschiffe kann man auf das Vorbild der cluniazensichen Romanik des Burgund zurückführen, aber die spitzbogigen Kreuzrippengewölbe sind fraglos ein gotisches Element. Nicht zuletzt verweisen die Rippenprofile auf Vorbilder aus der Île-de-France. Als sich dort um 1140 die spitzbogigen Rippengewölbe durchsetzten, baute man auch im östlichen Chorquadrum und Ostquerhaus des Wormser Dom welche, aber mit kastenförmigen Rippenprofilen. Die Seitenschiffe des Langhauses sind in Worms sogar mit rundbogigen Kreuzgratgewölben gedeckt, altertümlicher als die spitzbogigen Kreuzgratgewölbe von Cluny III. Die Basler Emporenarkaden mit ihren niedrigen Dreiergruppen von Rundbögen unter hohen runden Überfangbögen erinnern an die Kathedrale von Modena (vor 1184), wo die Seitenschiffe aber Rundbögen und keine Gewölbe haben. In Modena wurden Mittelschiff und Emporenräume erst zwischen 1437 und 1455 eingewölbt, also knapp 80 Jahre nach den Basler Erdbebenreparaturen. Die spitzen vier Bögen um die Basler Vierung sind vom spätromanischen Bau erhalten und lassen vermuten, dass dessen Mittelschiff und Querhaus schon gotische Spitzbogeggewölbe hatten. Die heutigen Gewölbe des hohen Mittelschiffs und des Hochchors sind nach dem Erdbeben im spätgotischen Stil wieder aufgebaut worden. Als Besonderheit erstreckt sich das Masswerk der Obergadenfenster nach unten bis vor die Arkadenöffnungen der Chorempore.

### Krypta

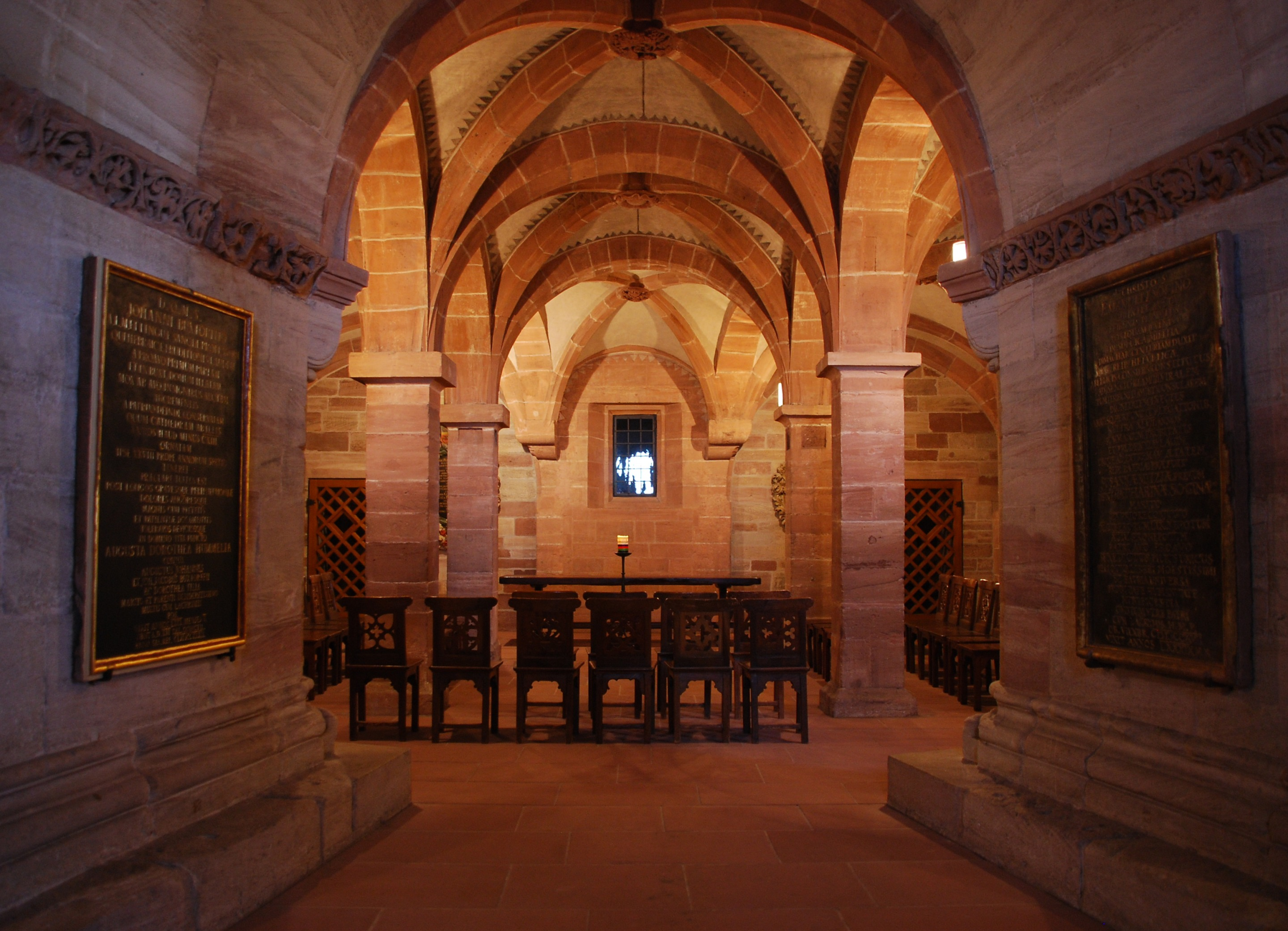
Blick zwischen zwei spätromanischen Arkadenpfeilern in den Innenraum der Krypta

Von den Seiten des Chors gelangt man hinab zur Krypta. Sie bestand bis in die 1850er Jahre aus einer Ost- und einer westlichen Vierungskrypta. Heute ist nur noch die Ostkrypta unter dem Chor erhalten. Im frühromanischen Heinrichsbau schloss sie mit einer Apsis, von deren Aussenwand das nördliche Viertel archäologisch nachgewiesen wurde. Im spätromanischen Bau war sie mit einem sich über zwei Geschosshöhen nach oben bis unter die Chorempore erstreckenden Umgang ausgestattet. Aus der Spätromanik stammen neben der Gestaltung der radial sehr ausgedehnten Pfeiler zwischen Innenraum und Umgang auch erste Spitzbogen-Nischen an den Apsidiolen der Aussenwand. Nach dem Erdbeben von 1356 wurde die Krypta als dreischiffige Pfeilerhalle neu erbaut und der Umgang mit einem Gewölbe geschlossen. Die Krypta birgt die Gräber der Basler Bischöfe des 10. bis 13. Jahrhunderts Der älteste Sarkophag stammt von einem Bischof Rudolf, der laut Inschrift von Heiden erschlagen wurde, also wohl beim Ungarneinfall 917 umgekommen war. Er steht heute in der nördlichen Apsidiole des Umgangs. Ausserdem finden sich hier Grabplatten weiterer Persönlichkeiten. Die westliche Krypta wurde bei Ausgrabungen wieder freigelegt und unter einer Betondecke als archäologischer Anschauungsort zugänglich gemacht.

### Ausstattung
Bei den Renovationen im 19. und 20. Jahrhundert sind Teile der Ausstattung an andere Stellen verschoben worden, einzelne Stücke befanden sich ursprünglich überhaupt nicht im Münster.
Die farbigen Glasfenster stammen grösstenteils aus dem 19. Jahrhundert. In der gotischen Chorpartie sind Scheiben im neogotischen Stil zu finden. Das grosse Chorfenster stellt die vier Evangelisten dar. Besonders zu erwähnen sind die zwei Radfenster im nördlichen und südlichen Querschiff. Sie stellen Szenen der Taufe Christi dar.
Im Chorgang befindet sich der Sarkophag der Königin Anna von Habsburg und ihres Sohns Karl. Sie hatte um 1245 als Gertrud von Hohenberg den späteren König Rudolf von Habsburg geheiratet und starb 1281 in Wien. Von dort aus wurde ihr Körper nach Basel übertragen. Die in ihrem Grab gefundenen Gebeine (eine Frau, ein Kind, ein Mann) wurden 1770 ins Kloster St. Blasien verlegt; heute ruhen sie im Stift St. Paul im Lavanttal in Kärnten.
Im südlichen Querschiff findet man den steinernen Taufstein aus dem Jahr 1465, sowie den Bischofsthron, der 1380 entstand. Der Baumeister Hans von Nussdorf schuf 1486 aus fünf Sandsteinblöcken eine kunstvoll verzierte Kanzel im gotischen Stil.
Die historisierenden Radleuchter (1920/1923) wurden im Zuge der Elektrifizierung des Gebäudes unter den Gewölben aufgehängt.

### Vincentiustafel

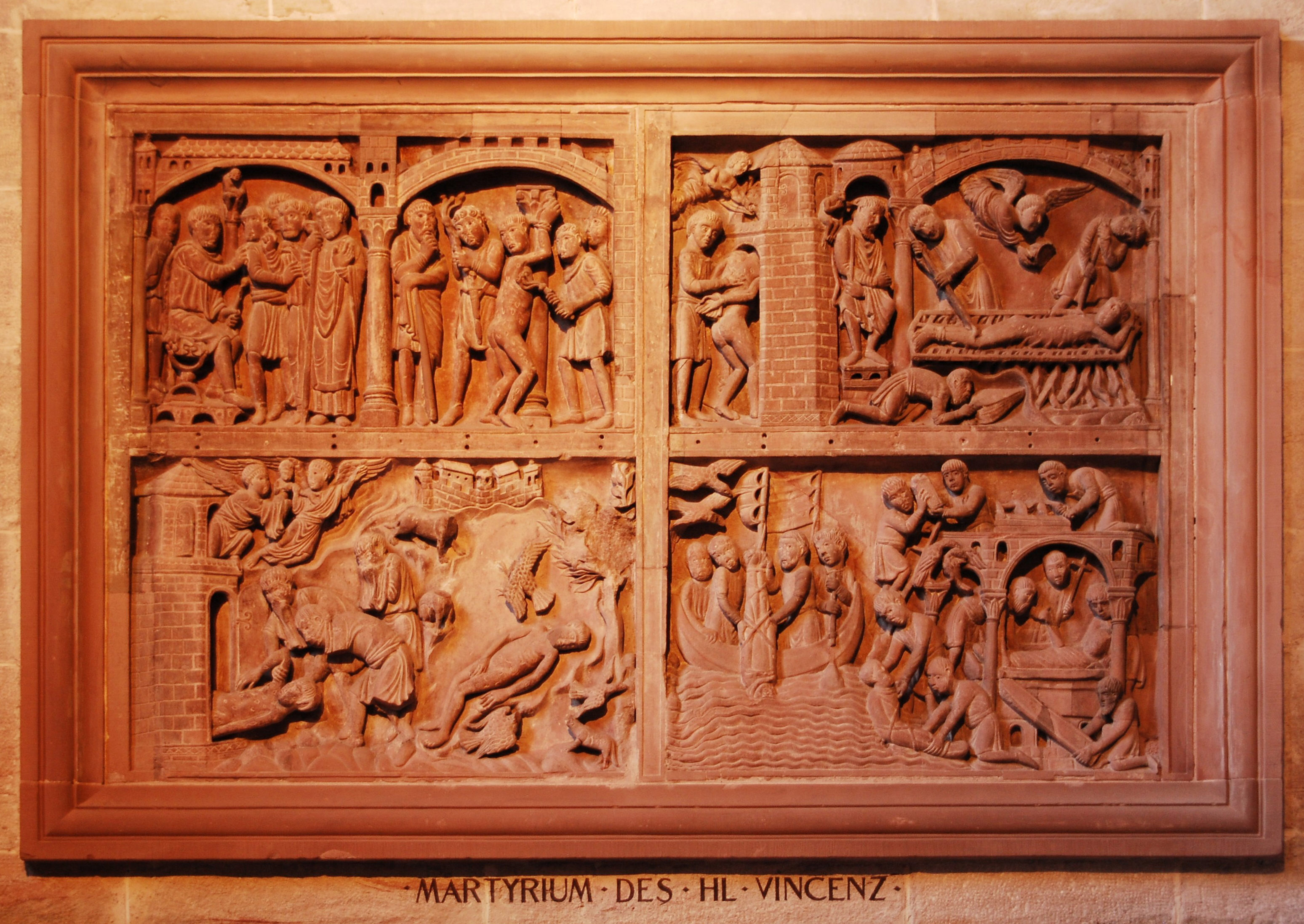
Vincentiustafel

Im nördlichen äusseren Seitenschiff befindet sich die Vincentiustafel. Das Meisterwerk romanischer Bildhauerkunst stammt vermutlich aus den Jahren um 1200. Auf vier Feldern stellen Reliefs das Leben des Diakons Vincentius von Valencia dar, der um 304 n. Chr. den Märtyrertod starb. Auf den Feldern ist von links oben nach rechts unten zu sehen: Vincentius wird verurteilt, gegeisselt und in einen Turm eingeschlossen, wo er auf einem Feuerrost bis zu seinem Tod gefoltert wird. Der den Tieren zum Frass geworfene Körper wird von Raben verteidigt und von den Predigern versenkt. Sein Leichnam wird an Land gespült; Bauleute errichten für sein Grab eine Kirche.
Die Tafel diente ursprünglich als Altarschmuck. Aus der Gestaltung der Gewänder – wie beispielsweise der beiden Engel im linken, unteren Feld – lässt sich schliessen, dass der unbekannte Bildhauer mit der antiken (griechischen und römischen) Skulptur vertraut war.

### Chorherrengestühl

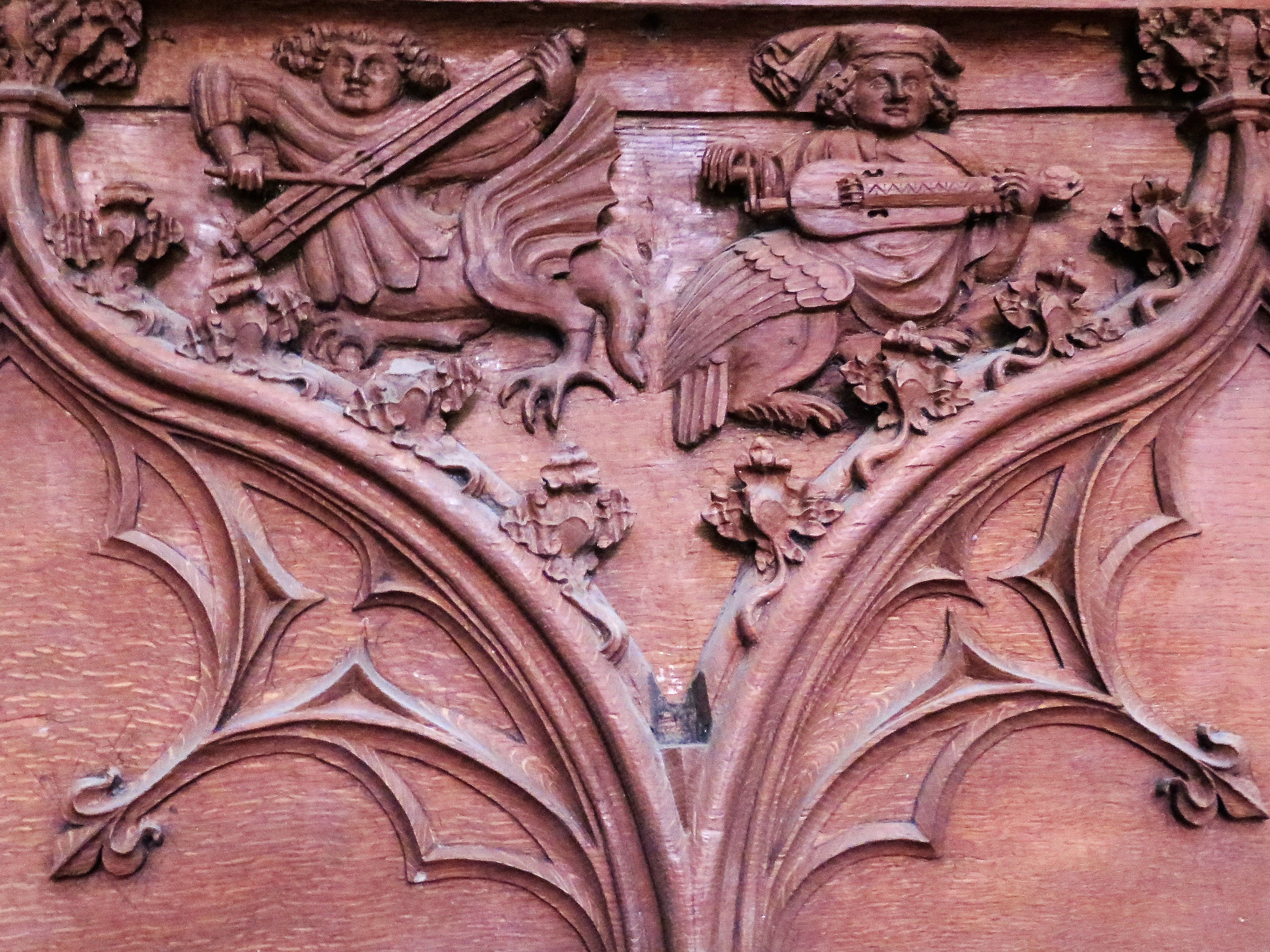
Drolerien am Chorgestühl

Von der mittelalterlichen Bestuhlung des Münsters sind die Sitze für die Chorherren zu einem grossen Teil erhalten (62 von einst 96 Plätze). Es ist gegenwärtig in der Vierung und deren Nachbarschaft aufgestellt. Das aus Eiche und Nussbaum gefertigte Gestühl ist nach 1363 entstanden, zeichnet sich durch vielfältige Schnitzereien von hoher Qualität aus und «gilt als eines der bedeutendsten und gut erhaltenen mittelalterlichen Chorgestühle des 14. Jahrhunderts».

### Erasmus-Epitaph
Der Humanist Erasmus von Rotterdam hielt sich während vieler Jahre in Basel auf, und zwar in der Zeit von 1514 bis 1516, von 1521 bis 1529, sowie von 1535 bis 1536. Nach einem Aufenthalt in Freiburg im Breisgau während der Reformation war er nach Basel zurückgekehrt und starb hier ungefähr siebzigjährig im Jahr 1536. Er wurde im Münster beigesetzt. Dass Erasmus als katholischer Geistlicher im reformierten Basel diesen Ehrenplatz erhielt, zeugt vom ausserordentlich grossen Respekt, den er über die Konfessionsgrenzen hinweg genoss. Ursprünglich befand sich sein Grab vor dem Lettner im Mittelschiff. Im Jahr 1855 wurde das Epitaph wegen Einbau einer Heizung, deren Leitung durch das Grab verlaufen sollte, in das äussere nördliche Seitenschiff versetzt, das Grab aber erst 1974 wiederentdeckt.
Das Epitaph bildet nicht den Verstorbenen ab, sondern trägt auf einem Rotmarmor eine 25 Zeilen lange, vergoldete Inschrift mit einem lateinischen Text, der auf die Verdienste von Erasmus von Rotterdam eingeht und die Namen der drei Humanistenfreunde Bonifacius Amerbach, Hieronymus Froben (in dessen Haus Erasmus starb) und Nikolaus Episcopius (Bischoff) aufführt. Diese haben das Epitaph in Auftrag gegeben, das 1538 von Hans Mentzinger geschaffen wurde. In einem Medaillon wird die antike Gottheit Terminus dargestellt, der Sinnbild für die Begrenzung ist. Der lateinische Ausspruch concedo nulli (ich weiche keinem) war die persönliche Devise des Erasmus von Rotterdam.

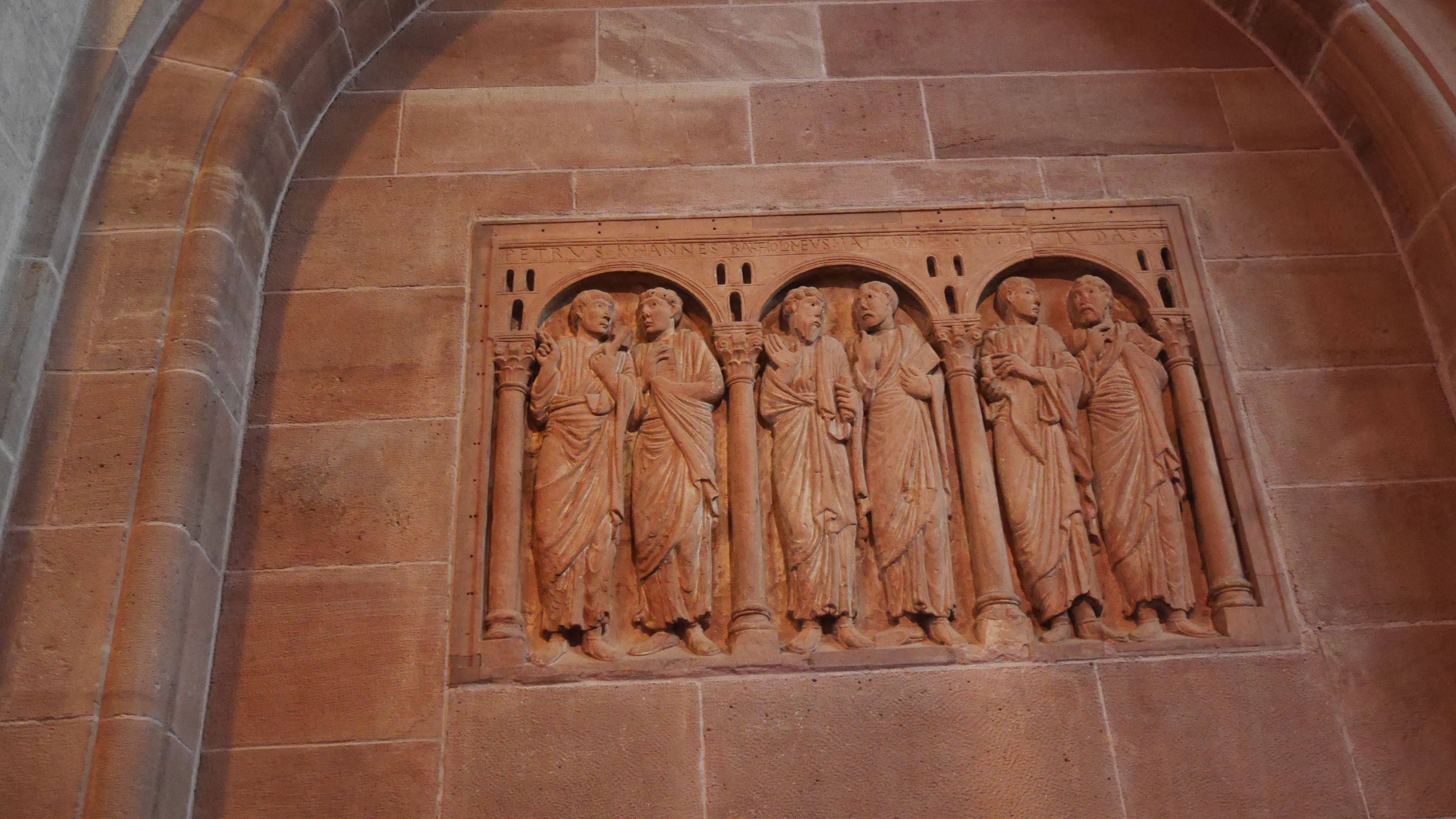
Äusseres südliches Seitenschiff. Aposteltafel mit disputierenden Aposteln. Relief, um 1200 Sandstein.
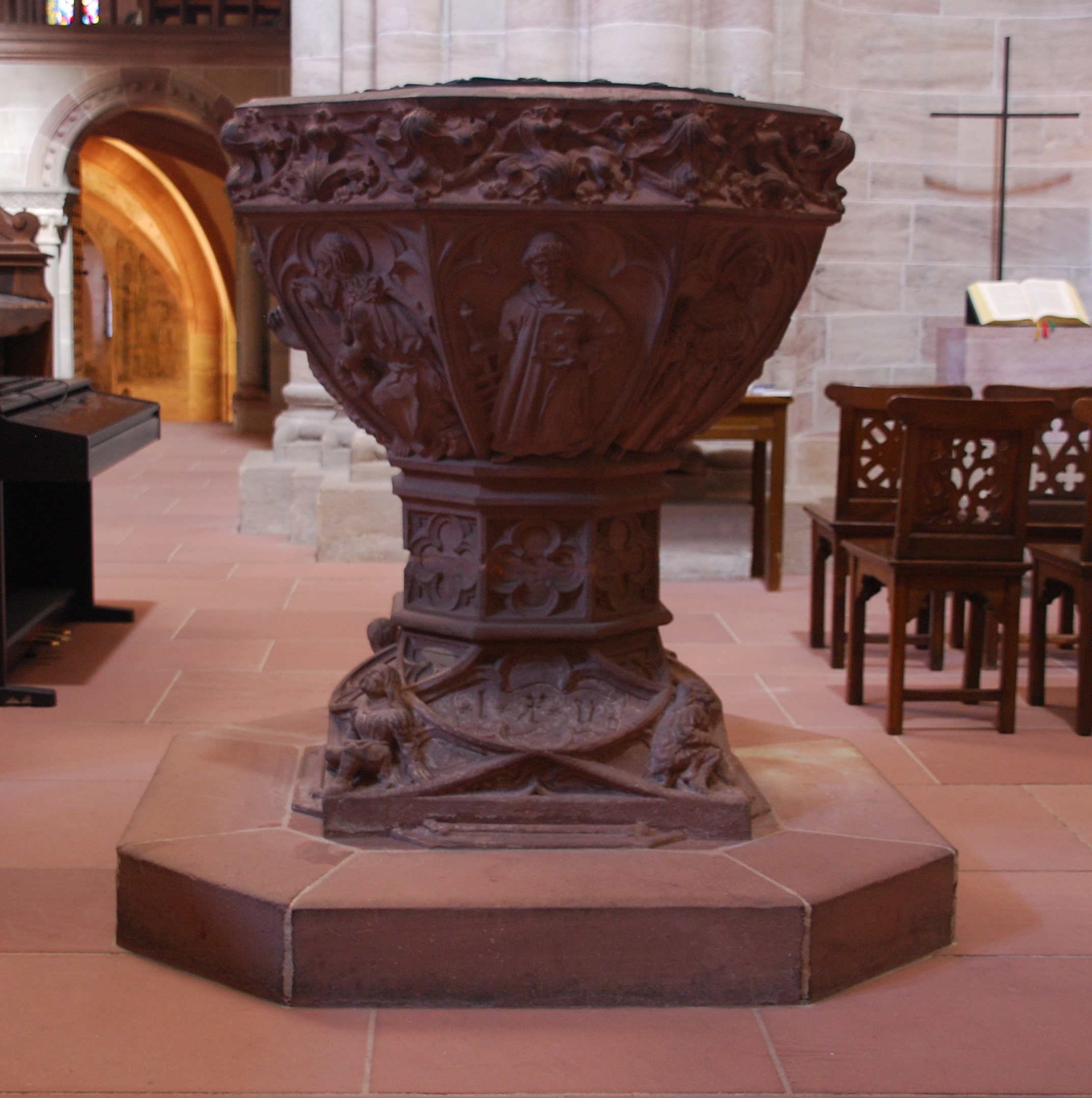
Taufstein
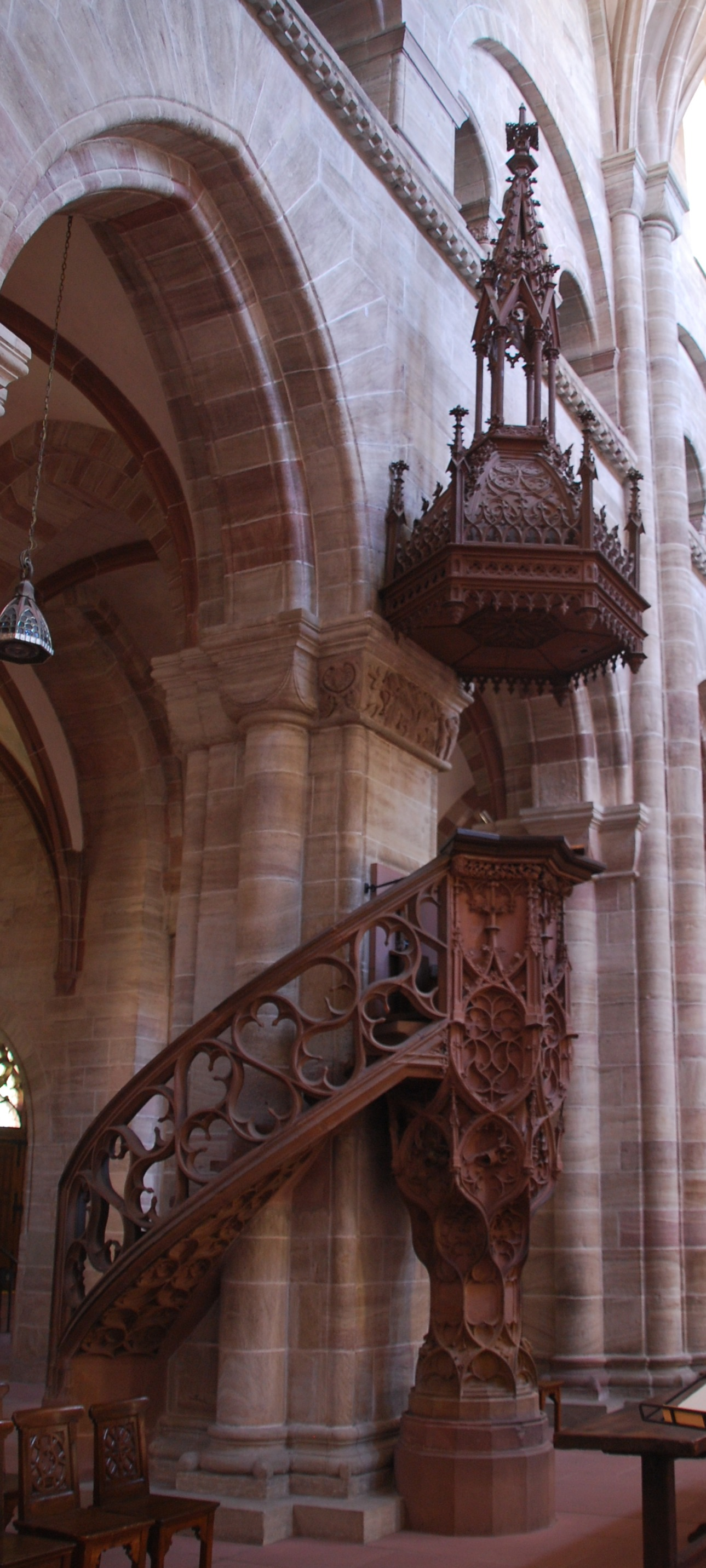
Kanzel von 1486
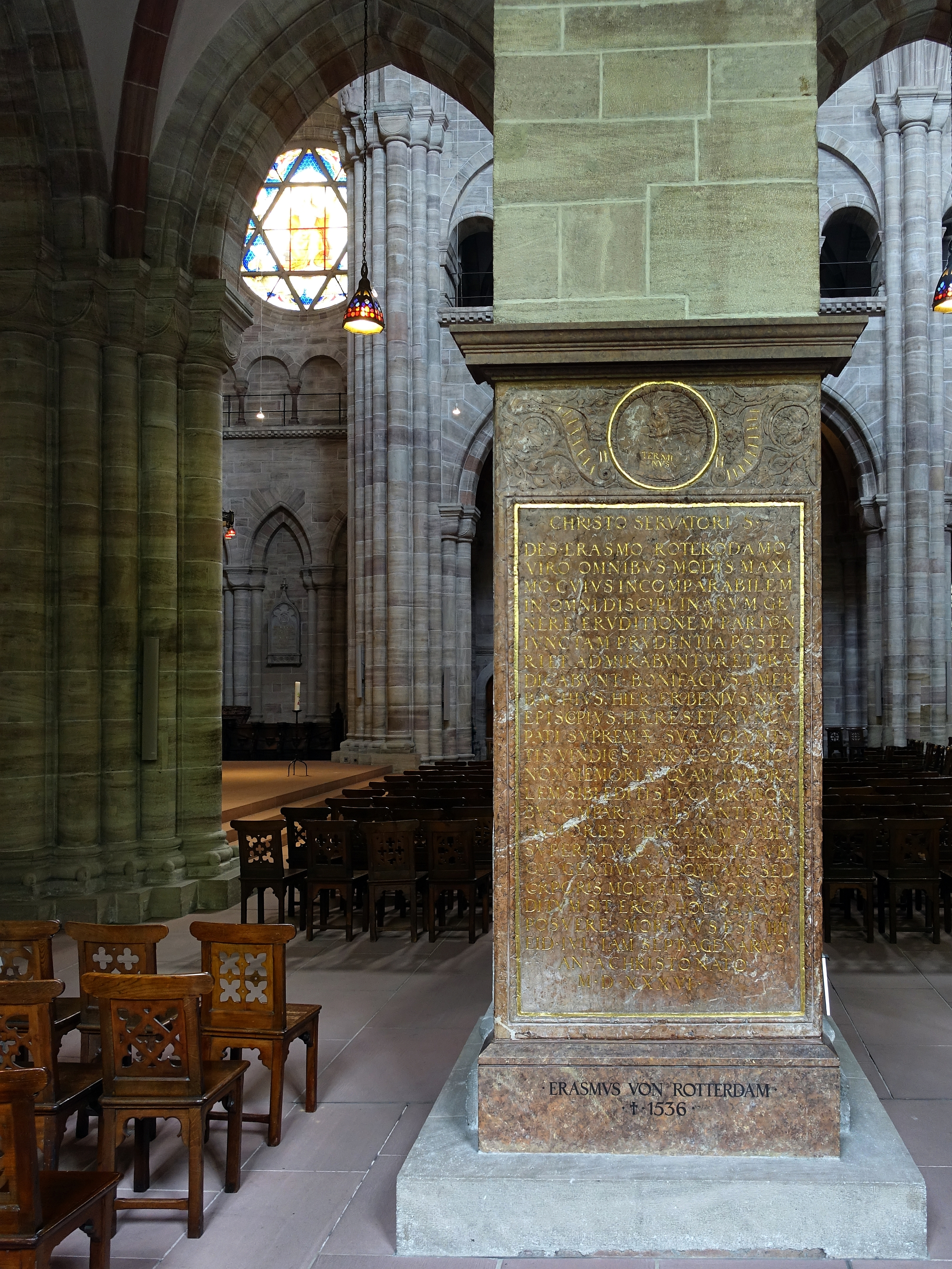
Erasmus-Epitaph
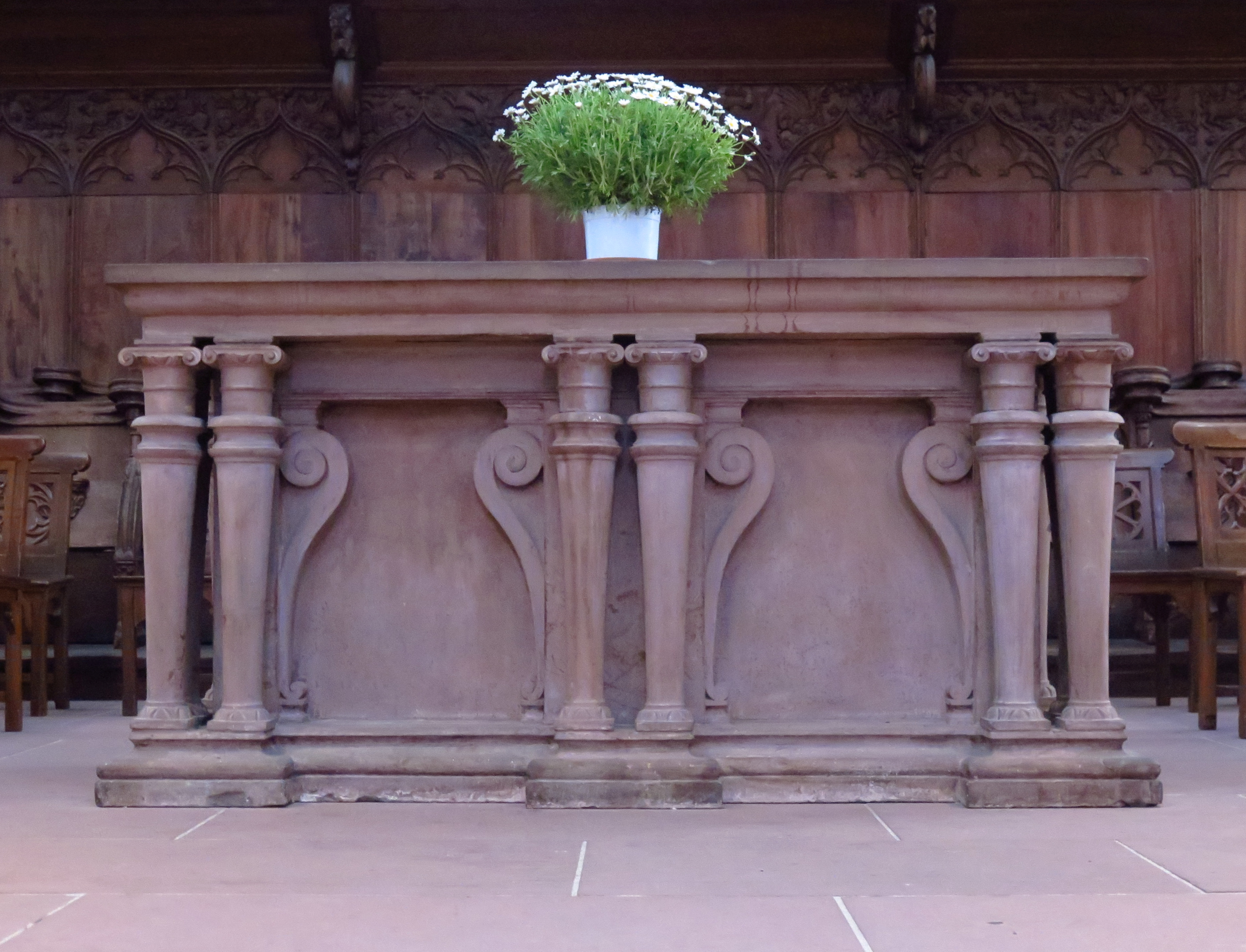
Abendmahlstisch im Basler Münster, 1580
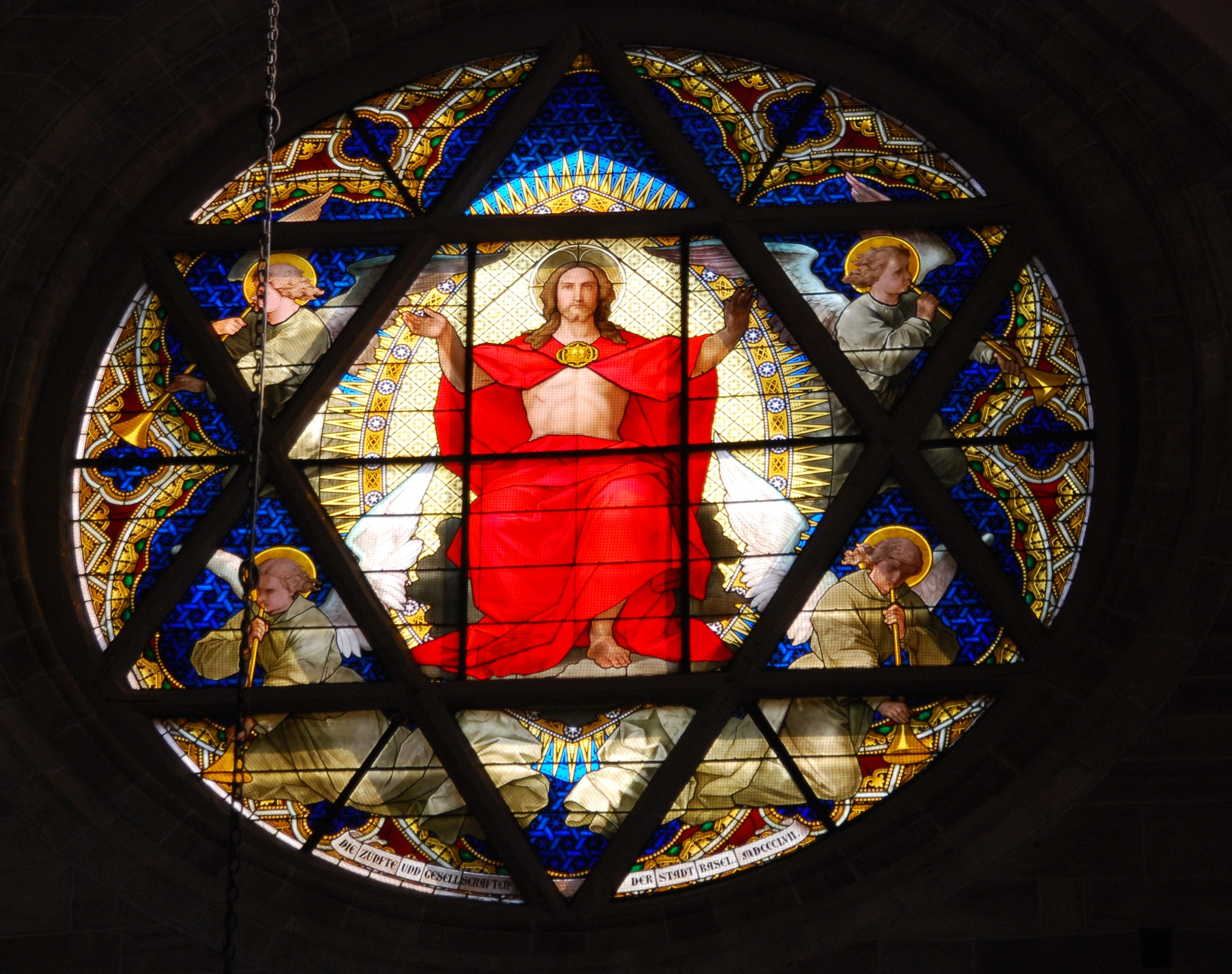
Christusfenster

### Wand- und Deckenmalerei

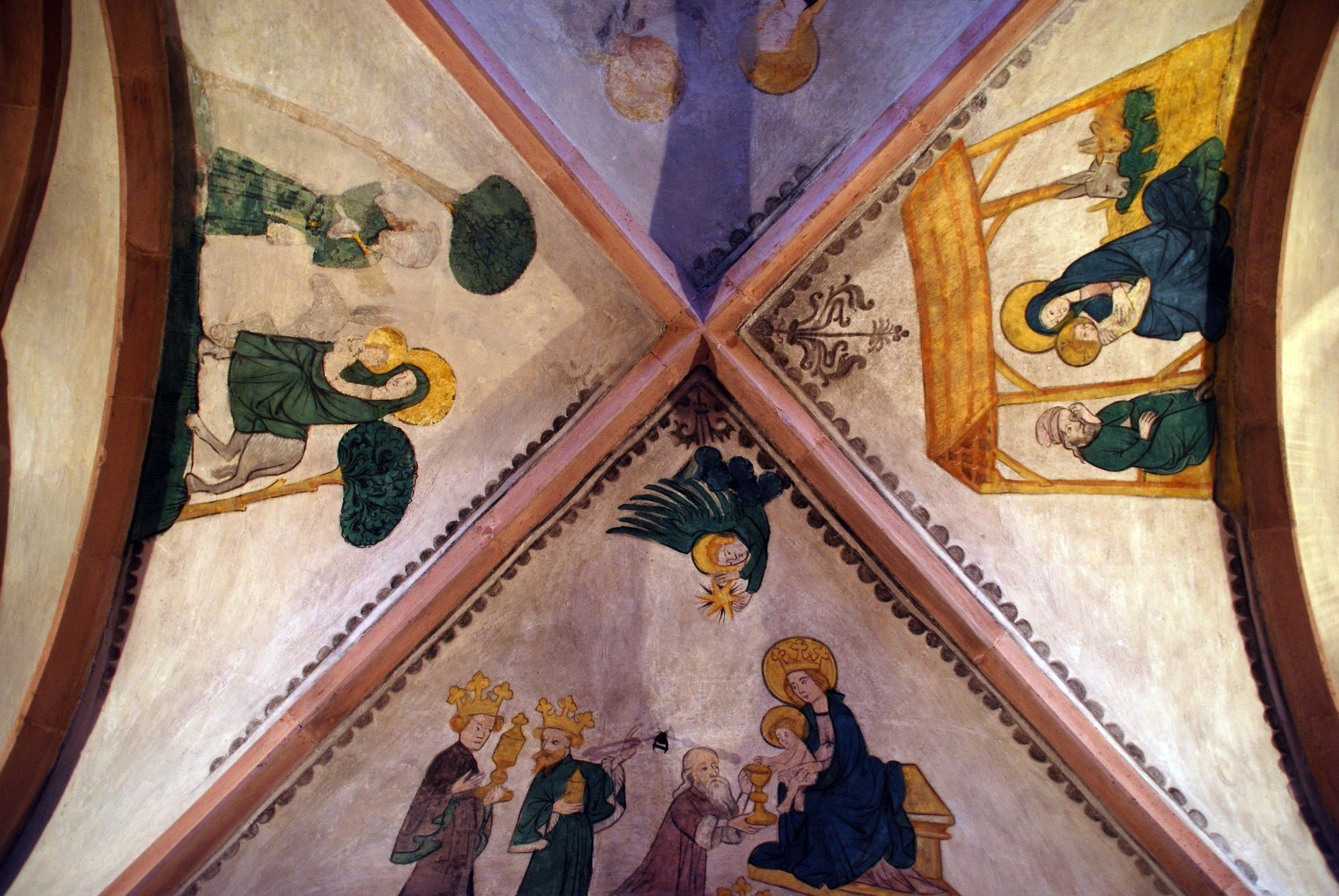
Deckenmalerei in der Krypta

Die Krypta des Basler Münsters verfügt an ihrer Ostseite über bedeutsame Wandmalereien aus der spätromanischen Zeit. Seitlich der zentralen Umgangsapsidiole sind zwei Bischöfe dargestellt: Adalbero II. (999-1025), der Bauherr des Heinrichsmünsters, und Lütold I. von Aarburg (1191–1213), Bauherr des spätromanischen Münsters und Stifter des Marienaltars in der Krypta. Eine lateinische Inschrift rechts neben Lütold dokumentiert die Errichtung des Altars im Jahr 1202. Die Gräber der beiden Bischöfe wurden 1907 vor dieser Apsis gefunden. Stilistisch stehen die Wandbilder der damaligen Strassburger Glasmalerei nahe.
Im Gewölbe des Kryptaumgangs befinden sich Fresken aus der zweiten Hälfte des 14. Jahrhunderts. Die Malereien stellen Szenen aus dem Leben der Heiligen Margaretha, Maria und Anna dar. Im nördlichen Gewölbe ist die Passion der frühchristlichen Märtyrerin Margaretha dargestellt.
Im Jahr 1998 wurden im Gewölbe des Mittelschiffs bis dahin unbekannte Malereifragmente entdeckt. Mitarbeiter der Münsterbauhütte stiessen auf Spuren eines Marienzyklus aus der Zeit von 1400 bis 1430, der nach dem Bildersturm abgekratzt und übertüncht worden sein muss. Seine Überreste sind nur mit ultraviolettem Licht sichtbar zu machen. Spuren von verschwundener Wandmalerei wurden auch an mehreren anderen Stellen im Münster nachgewiesen.

### Orgel

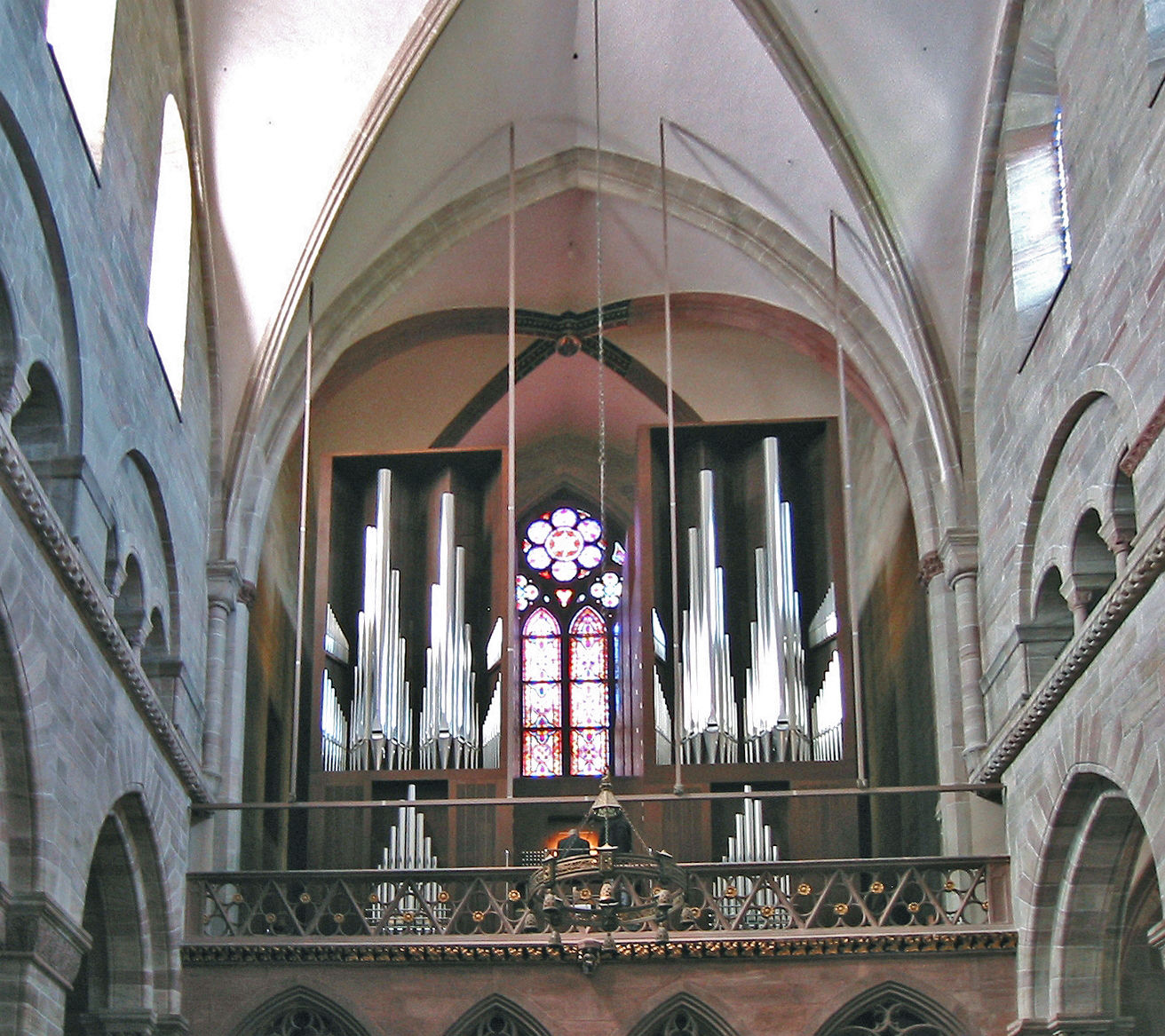
Orgel im Basler Münster (Mathis 2003)

Nach einer Urkunde aus dem Jahr 1303 befand sich im Basler Münster die älteste erwähnte Orgel der Schweiz. Diese von Magister Raspo aus Frankfurt am Main erbaute Orgel ist nicht mehr erhalten und wurde nach dem Basler Erdbeben durch eine Schwalbennestorgel seitlich an der Wand des Langhauses ersetzt. Um 1525 wurde die Schwalbennestorgel erneuert durch einen unbekannten Orgelbauer. Zwischen 1529 und 1561 wurde durch die Reformation das Orgelspiel verboten, dann jedoch wieder eingeführt. 1711 stellte Andreas Silbermann ein neues Orgelwerk mit zwei Manualen und 21 Registern in das vorhandene Renaissance-Gehäuse. 1852 bis 1857 schuf Friedrich Haas eine neue Orgel mit vier Manualen und 64 Registern, davon 4 Transmissionen. Diese Orgel stand erstmals auf dem zur Westempore umgebauten gotischen Lettner. Die Haas-Orgel wurde 1908 umgebaut und auf 82 Register erweitert durch den Orgelbauer Jakob Zimmermann, der die Basler Filiale der Firma Friedrich Weigle leitete. 1955–1956 erfolgte wieder ein Orgelneubau durch die Firma Th. Kuhn AG mit vier Manualen und 74 Registern unter Wiederverwendung von Teilen der Vorgängerorgel.
Die heutige Orgel wurde an Pfingsten 2003 eingeweiht. Sie stammt von Mathis Orgelbau, der Prospektentwurf von Peter Märkli. Der Orgelkörper wurde gespalten, um das Fenster nicht zu verdecken. Als Orgeltribüne dient der gotische Lettner aus rotem Sandstein, der vor dem Einbau der neuen Orgel renoviert wurde. Die Orgel hat vier Manuale und Pedal auf 78 Registern mit mechanischer Spiel- und Registertraktur (Doppeltraktur) bei folgender Disposition:
| I Unterwerk C–a3  |       |
| Praestant         | 08′   |
| Gedackt           | 08′   |
| Quintatön         | 08′   |
| Oktave            | 04′   |
| Rohrflöte         | 04′   |
| Sesquialtera II 0 | 2 ⁄3′ |
| Oktave            | 02′   |
| Blockflöte        | 02′   |
| Larigot           | 1 ⁄3′ |
| Scharff IV–V      | 01′   |
| Krummhorn         | 08′   |
| Tremulant         |       |

| II Hauptwerk C–a3  |        |
| Prinzipal          | 16′    |
| Bourdon            | 16′    |
| Oktave             | 08′    |
| Bourdon            | 08′    |
| Flûte harmonique 0 | 08′    |
| Gambe              | 08′    |
| Oktave             | 04′    |
| Flöte              | 04′    |
| Grossterz          | 3 1⁄5′ |
| Quinte             | 2 ⁄3′  |
| Superoktave        | 02′    |
| Mixtur major V     | 2 ⁄3′  |
| Mixtur minor IV    | 1 ⁄3′  |
| Cornett V          | 08′    |
| Trompete           | 16′    |
| Trompete           | 08′    |
| Clairon            | 04′    |

| III Positiv C–a3 |        |
| Pommer           | 16′    |
| Prinzipal        | 08′    |
| Doppelflöte      | 08′    |
| Violflöte        | 08′    |
| Salicional       | 08′    |
| Unda maris       | 08′    |
| Fugara           | 04′    |
| Trichterflöte 0  | 04′    |
| Gemshorn         | 04′    |
| Nasard           | 2 ⁄3′  |
| Doublette        | 02′    |
| Terz             | 1 3⁄5′ |
| Mixtur IV–V      | 02′    |
| Cymbel III       | 01′    |
| Fagott           | 16′    |
| Zinke            | 08′    |
| Clarinette       | 08′    |
| Tremulant        |        |

| IV Schwellwerk C–a3    |       |
| Bourdon                | 16′   |
| Diapason               | 08′   |
| Cor de nuit            | 08′   |
| Viole de Gambe         | 08′   |
| Voix céleste           | 08′   |
| Prestant               | 04′   |
| Flûte octaviante       | 04′   |
| Salicet                | 04′   |
| Octavin                | 02′   |
| Piccolo                | 01′   |
| Harmonia aetherea 0    | 2 ⁄3′ |
| Plein Jeu V            | 2 ⁄3′ |
| Bombarde               | 16′   |
| Trompette harmonique 0 | 08′   |
| Hautbois               | 08′   |
| Voix humaine           | 08′   |
| Clairon                | 04′   |
| Tremulant              |       |

| Pedal C–f1    |       |
| Prinzipal     | 32′   |
| Subbass       | 32′   |
| Holzprinzipal | 16′   |
| Gedecktbass 0 | 16′   |
| Violone       | 16′   |
| Oktave        | 08′   |
| Flöte         | 08′   |
| Cello         | 08′   |
| Oktave        | 04′   |
| Flöte         | 04′   |
| Hintersatz IV | 04′   |
| Mixtur IV     | 2 ⁄3′ |
| Bombarde      | 16′   |
| Posaune       | 16′   |
| Trompete      | 08′   |
| Tromba        | 08′   |

- Koppeln: I/II, III/II, III 16′/II, IV/II, IV 16′/II, IV/III, IV 16′/IV, I/P, II/P, III/P, IV/P, IV 4′/P
- Spielhilfe: Setzeranlage

Anmerkungen
1. ↑  Durchschlagend.

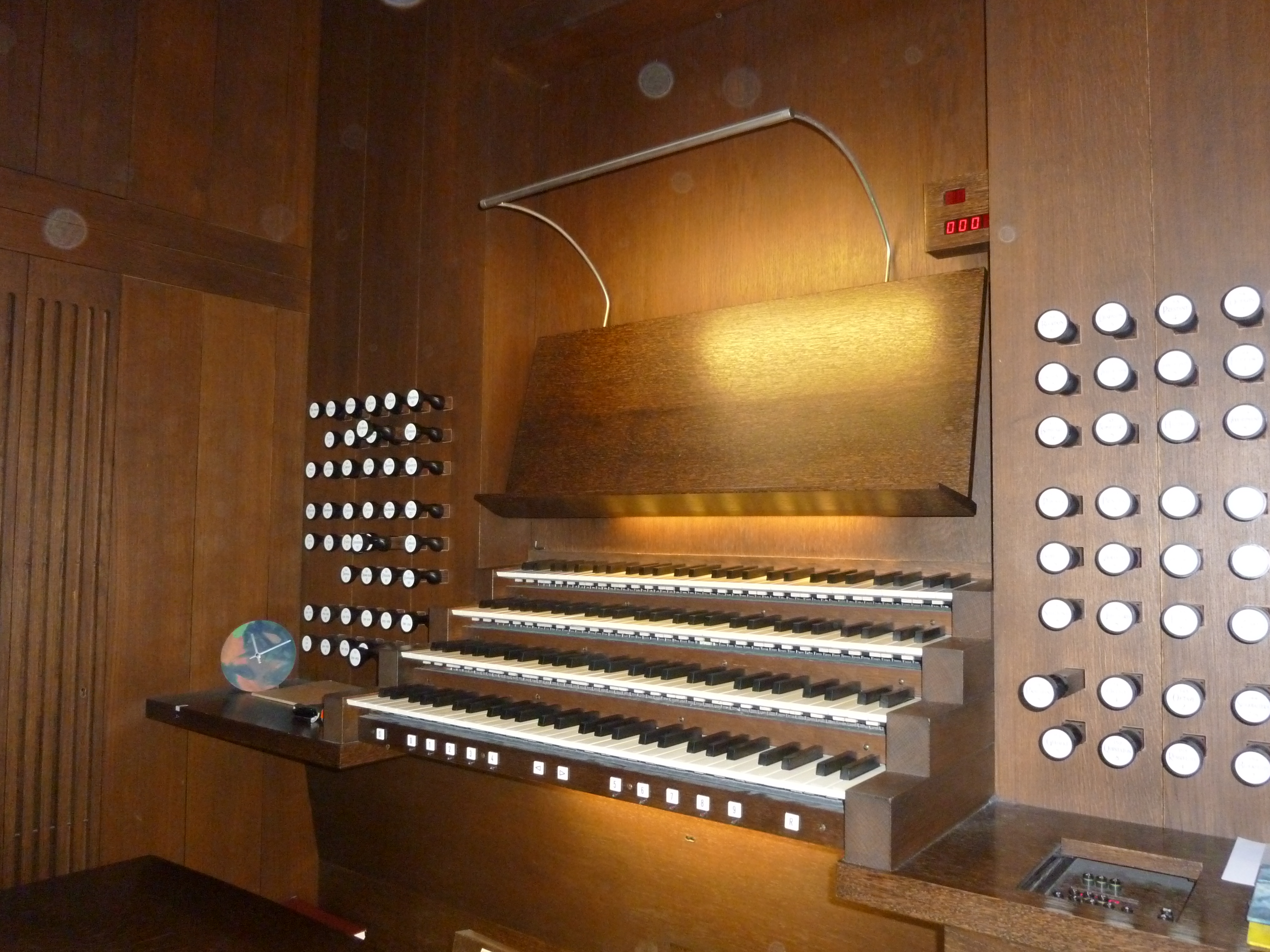
Spieltisch der Orgel im Basler Münster, 2011

Die 1956 eingerichtete Vorgängerorgel der Firma Th. Kuhn AG (Männedorf) wurde 2002 vom Orgelbau Schmid (Kaufbeuren), demontiert und bis auf das Register Nr. 65 Prinzipalbass 32′ nach Moskau überführt, wo sie in der Kathedrale der Unbefleckten Empfängnis aufgestellt wurde. Das Register Nr. 65 Prinzipalbass 32′ stammt noch von der Orgel aus dem Jahre 1850 und darf die Schweiz nicht verlassen, da es zum Schweizer Kulturerbe zählt. Es wurde in alle Orgeln des Basler Münsters seit 1850 integriert.

#### Münsterorganisten
Der älteste bekannte Münsterorganist wird um 1400 als «Magister Dietrich» genannt. Als letzter Amtsinhaber vor der Reformation wird der Nürnberger Hans Gross erwähnt, danach übernahm der katholische Säckinger Gregor Meyer (1510–1576) als erster protestantischer Münsterorganist den Posten. Ab 1577 amtete der Frankoflame Samuel Mareschall bis zu seinem Tod 1640. Seine Nachfolger waren:
- Johann Jakob Wolleb d. Ä., 1642–1649
- Sebastian Komber, 1649–1650
- Johann Jakob Wolleb d. Ä., 1650–1668
- Johannes Wolleb, 1668–1677
- Johann Jakob Wolleb d. J., 1677–1692
- Karl Dietrich Schwab, 1692–1709
- Johann Jakob Pfaff, 1709–1729
- Christoph Gengenbach, 1729–1770
- Jakob Christoph Gengenbach, 1770–1795
- Samuel Schneider, 1795–1838
- Benedict Jucker, 1838–1876
- Alfred Glaus, 1876–1906
- Adolf Hamm, 1906–1938
- Fritz Morel 1939–1970
- Eduard Müller, 1970–1982
- Felix Pachlatko, 1982–2013[30]
- Andreas Liebig, seit Mai 2014

### Glocken

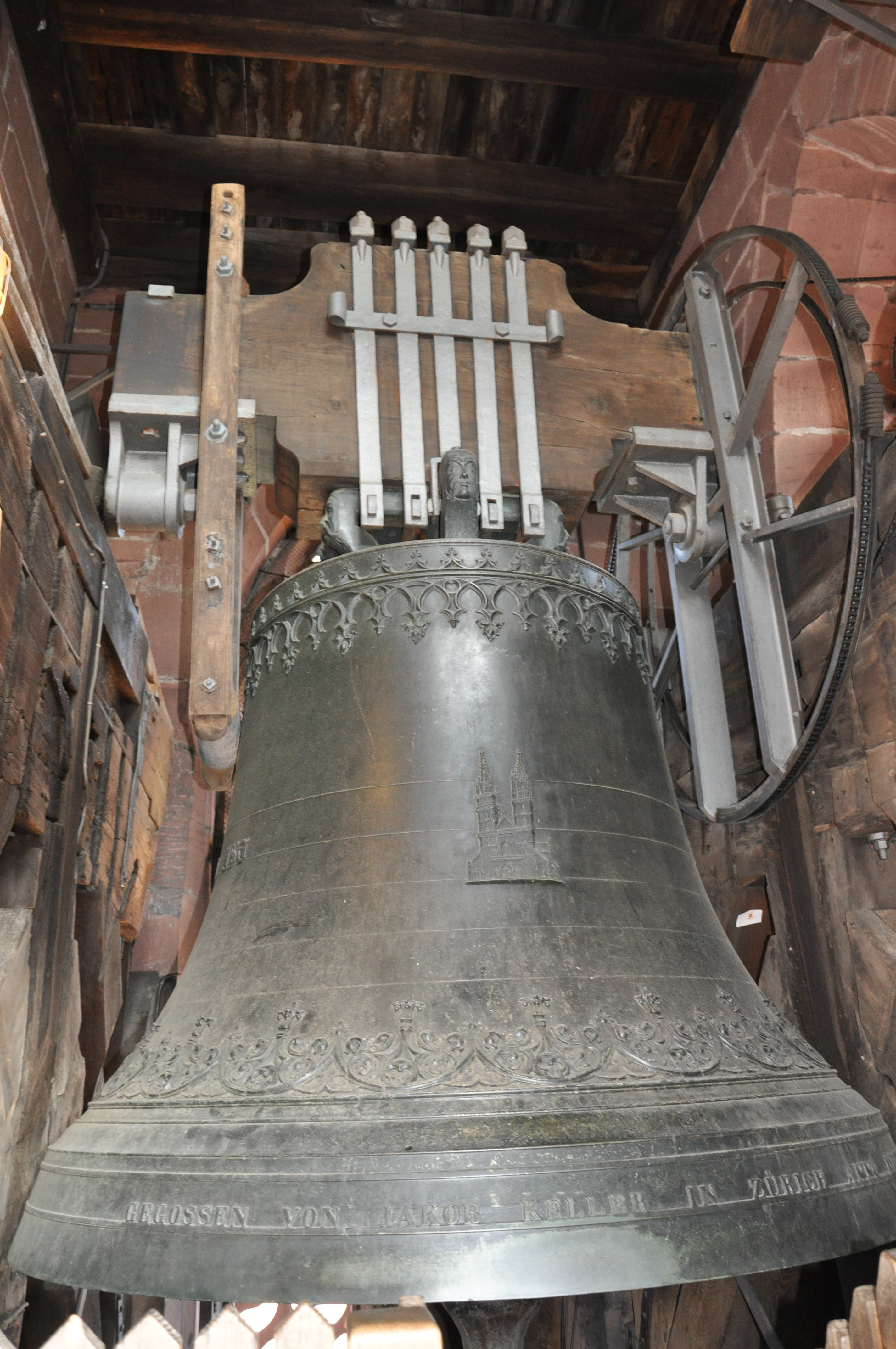
Papstglocke

Das Basler Münster besitzt insgesamt 10 Glocken. In den beiden Fassadentürmen hängt ein siebenstimmiges Geläut; die älteste Glocke ist die Heinrichsglocke im Georgsturm aus dem Jahre 1565, gegossen von den Glockengiessern Franz Sermund (Bern) und Marx Spörlin (Basel); die übrigen sechs Glocken sind auf die beiden Türme verteilt, sie wurden 1873 von dem Glockengiesser Jakob Keller II. aus Zürich gegossen.
| Nr. | Name            | Gussjahr | Masse (kg) | Nominal |
| --- | --------------- | -------- | ---------- | ------- |
| 1   | Papstglocke     | 1873     | 6504       | ges0    |
| 2   |                 | 1873     | 3455       | b0      |
| 3   | Heinrichsglocke | 1565     | 2940       | des1    |
| 4   |                 | 1873     | 1415       | es1     |
| 5   |                 | 1873     | 960        | f1      |
| 6   |                 | 1873     | 810        | ges1    |
| 7   |                 | 1873     | 406        | b1      |

Im Geschoss oberhalb der Turmgalerie des Martinsturms hängen drei Glocken, die dem Stundenschlag dienen.

### Originale der Münsterskulpturen
Viele der romanischen und gotischen Figuren des Basler Münsters mussten aus konservatorischen Gründen durch Kopien ersetzt werden. Die Originalskulpturen findet man heute in Form einer Dauerausstellung im Museum Kleines Klingental.
Gezeigt werden grossformatige Skulpturen vom Westportal und den Münstertürmen sowie romanische Tierskulpturen und Glücksradfiguren vom Aussenbau des Münsters. Ebenfalls zu besichtigen sind Bestandteile der ehemaligen Innenausstattung – Altartafeln, Grabskulpturen und Teile des wertvollen geschnitzten Chorgestühls.

## Kreuzgang

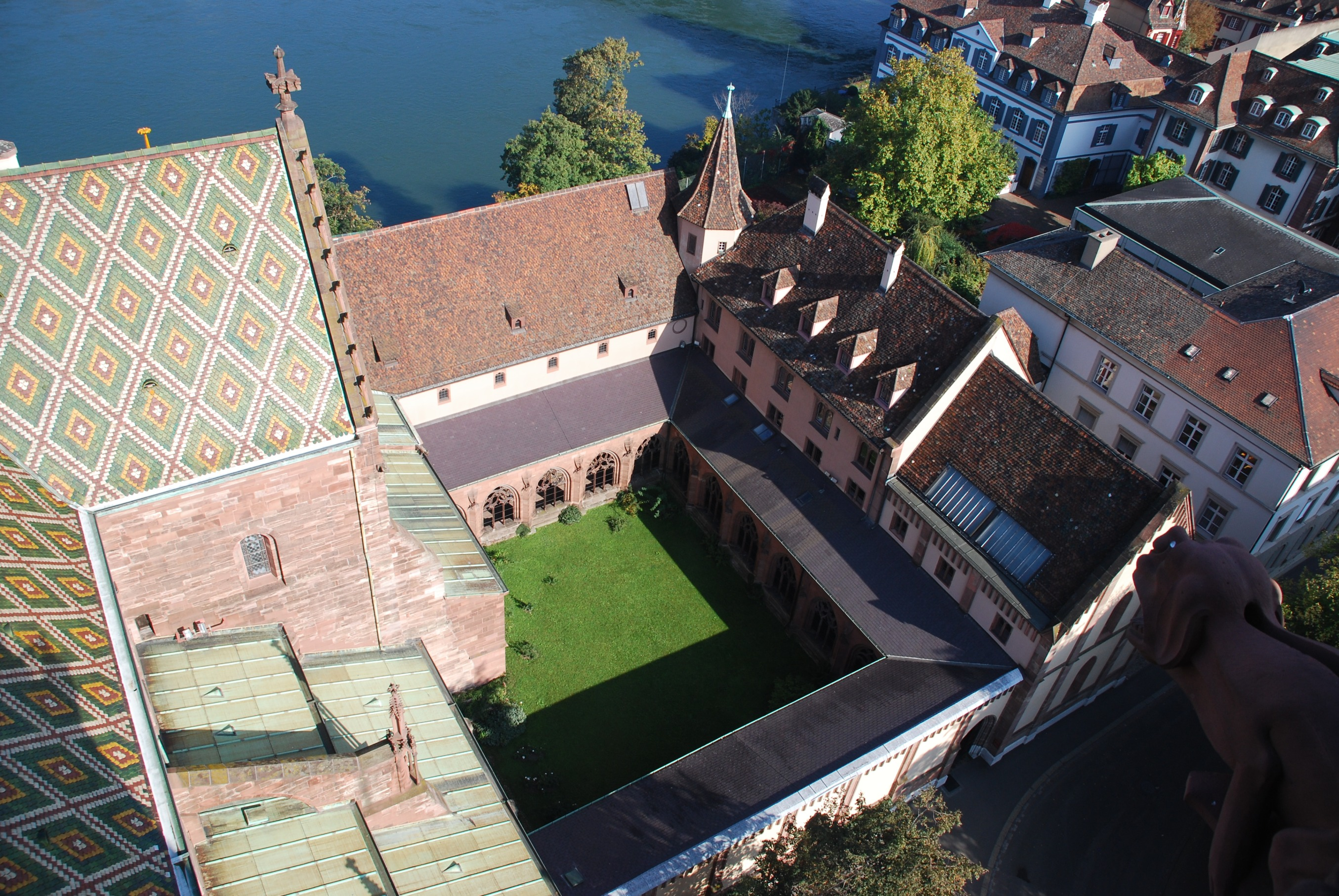
Innenhof des Grossen Kreuzgangs

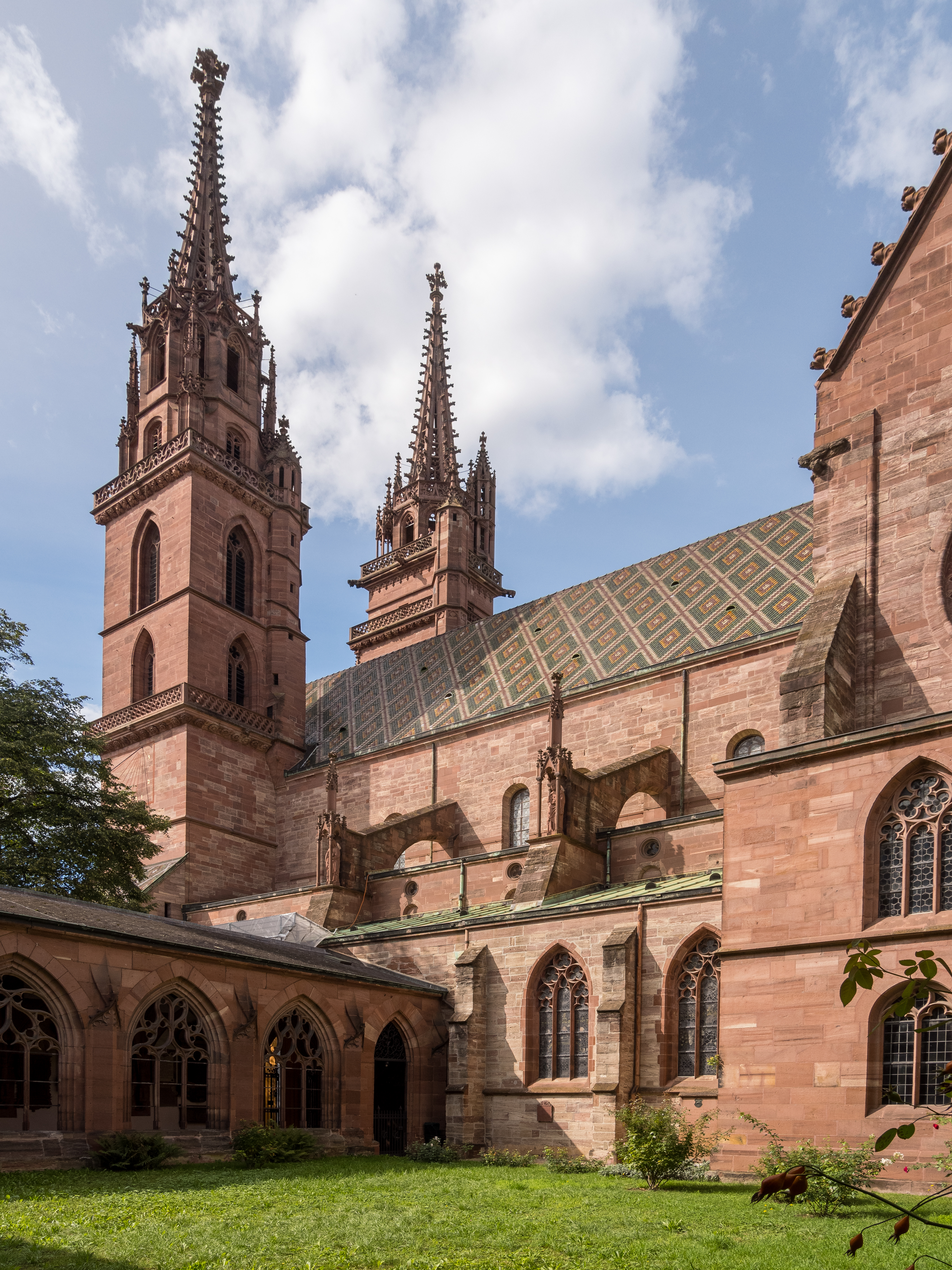
Blick vom grossen Kreuzgang zu den Türmen

An der Südseite des Münsters liegt der doppelte Kreuzgang. Der Grosse Kreuzgang wurde von 1429 bis 1462 im spätgotischen Stil erbaut. Der Kleine Kreuzgang entstand zwischen 1467 und dem Ende der 1480er Jahre. In der Nordostecke schmückt eine Figur (Hl. Katharina mit Rad) den Schlussstein. Eine Halle verbindet beide Kreuzgänge miteinander. Über dieser Halle liegt der öffentlich nicht zugängliche Münstersaal, wo sich früher die Bibliothek des Konzils von Basel befand. Die Halle diente dem Bischof als Verkündigungsort gegenüber der Bürgerschaft und als Gerichtsort; deshalb stand hier ein Bischofsthron.
Im Grossen Kreuzgang erhellen grossformatige gotische Masswerkfenster den Westflügel des Gewölbes, das mit einem Rippennetz und bunten Schlusssteinen ausgestattet ist. Der Grosse Kreuzgang gilt als der eleganteste und schmuckvollste der Schweiz mit hervorragenden Beispielen für die spätgotische Steinmetzkunst. An den Wänden sind zahlreiche, kunstvoll gearbeitete Grabplatten und Epitaphien angebracht, und zwar über den Gräbern von bedeutenden Basler Bürgern, u. a. von dem Humanisten Thomas Platter (1499–1582), dem Bürgermeister Rudolf Wettstein (1594–1666), dem Philosophen Isaak Iselin (1728–1782) und dem aus Württemberg geflohenen Kanzler Jakob Löffler. Vor dem Kreuzgang an der Rittergasse steht eine Statue des Reformators Johannes Oekolampad. Die im Kreuzgang aufgestellten zwei bronzenen Skulpturen der Markttische hat die Schweizer Bildhauerin Bettina Eichin 1986 geschaffen.
Zwischen dem Kleinen und dem Grossen Kreuzgang befindet sich das Epitaph des Mathematikers Jakob I Bernoulli (1655–1705). Der damit beauftragte Bildhauer Johann Jakob Keller (1665–1747) sollte nach dem Wunsch Bernoullis auf dessen Grabstein eine logarithmische Spirale als Symbol ewiger Wiederkunft anbringen, mit der er sich besonders gern beschäftigt und die er spira mirabilis genannt hatte; stattdessen hat der Bildhauer aber irrtümlich eine archimedische Spirale eingemeisselt. Der lateinische Text EADEM MUTATA RESURGO um die Spirale lautet übersetzt: «Ich auferstehe wieder als dieselbe in anderer Gestalt», was auf Mehrdeutigkeit und Selbstähnlichkeit und ebenso auf die Auferstehung nach dem Tode hinweisen soll. In diesem Zusammenhang ist von Interesse, dass auch das Siegel der Philosophisch-naturwissenschaftlichen Fakultät der Universität Basel eine logarithmische Spirale und den Grabspruch Bernoullis enthält.
Das Motiv der logarithmischen Spirale ist ausserdem bekannt durch eine als Spolie erhaltene Skulptur auf dem Wegweiser zur Lorettokapelle in Murbach (Elsass) oberhalb der Abteikirche Murbach. Dort lehnt sich ein geflügelter Genius mit einer Sanduhr an das übergrosse Haus einer Schnecke, die mit aufgerichteten Fühlern auf eine Blume zukriecht. Das Schneckenhaus ist mit einer Spirale verziert, die mit jeder Umdrehung ihren Abstand vom Mittelpunkt um den gleichen Faktor vergrössert, so dass der Radius proportional zur Spirallänge wächst; diese Beschreibung entspricht der Definition einer logarithmischen Spirale, auch «Bernoulli-Spirale» genannt.

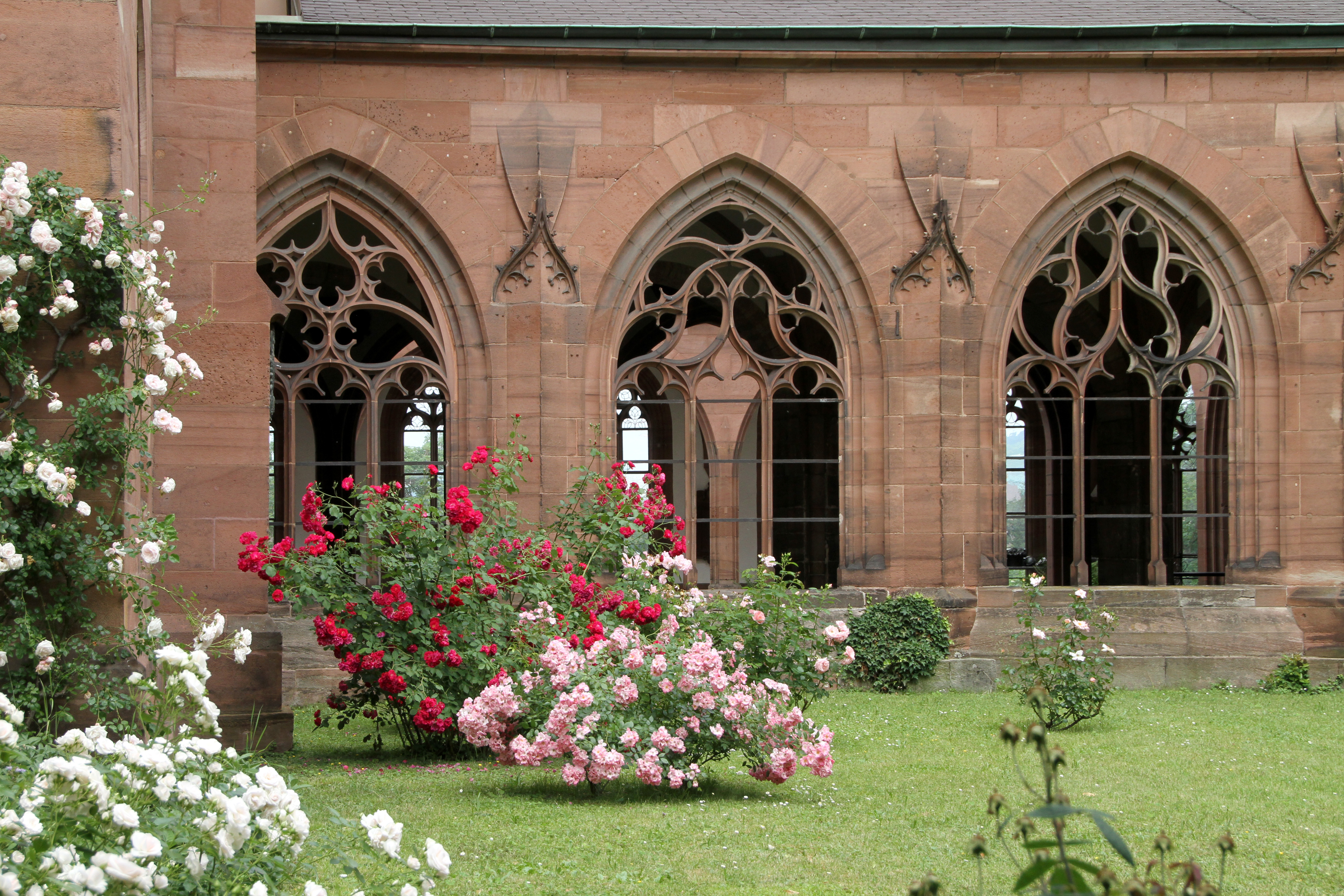
Grosser Kreuzgang gegen die Halle
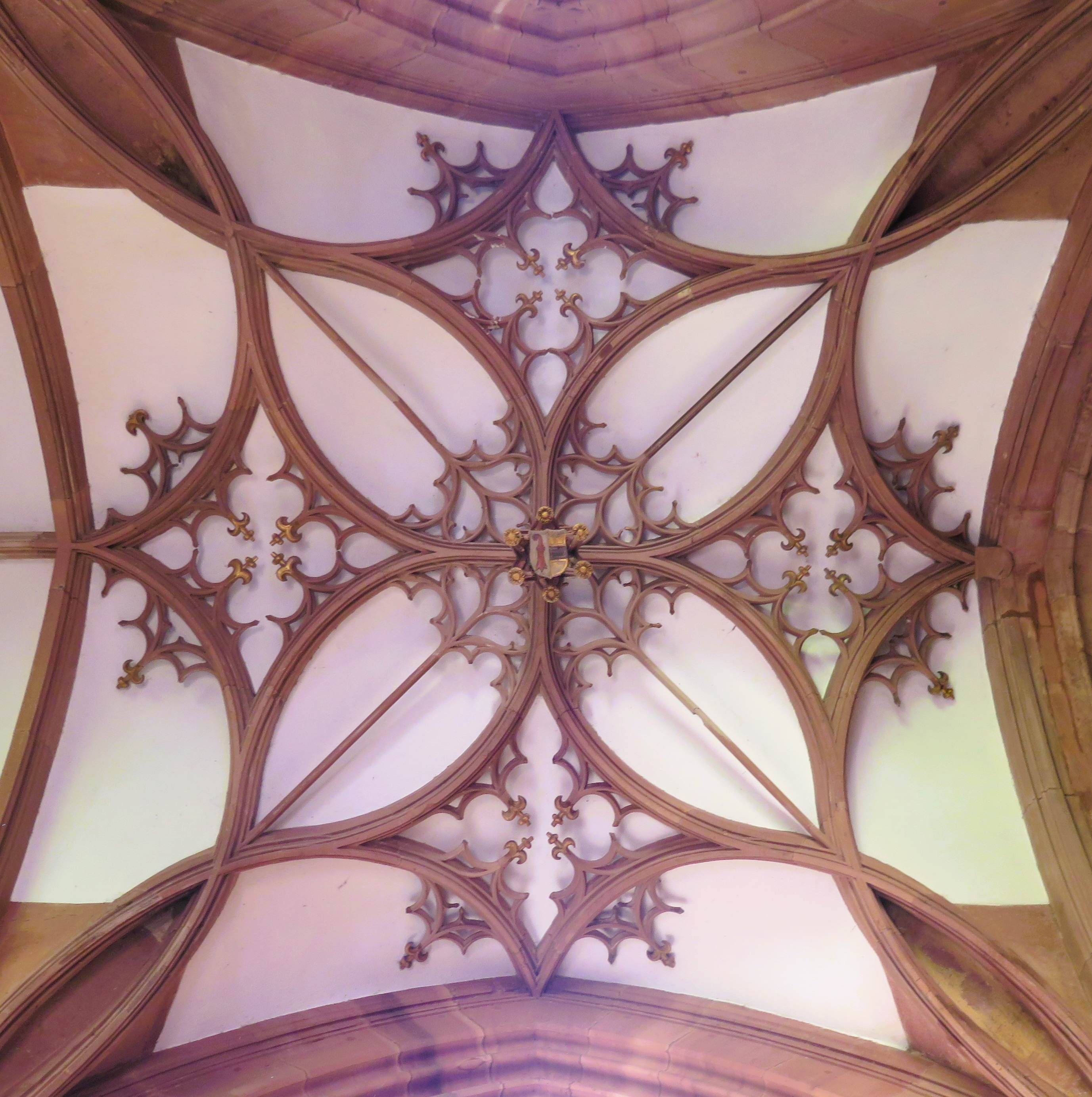
Gewölbe des Rotbergjochs im Grossen Kreuzgang, um 1460
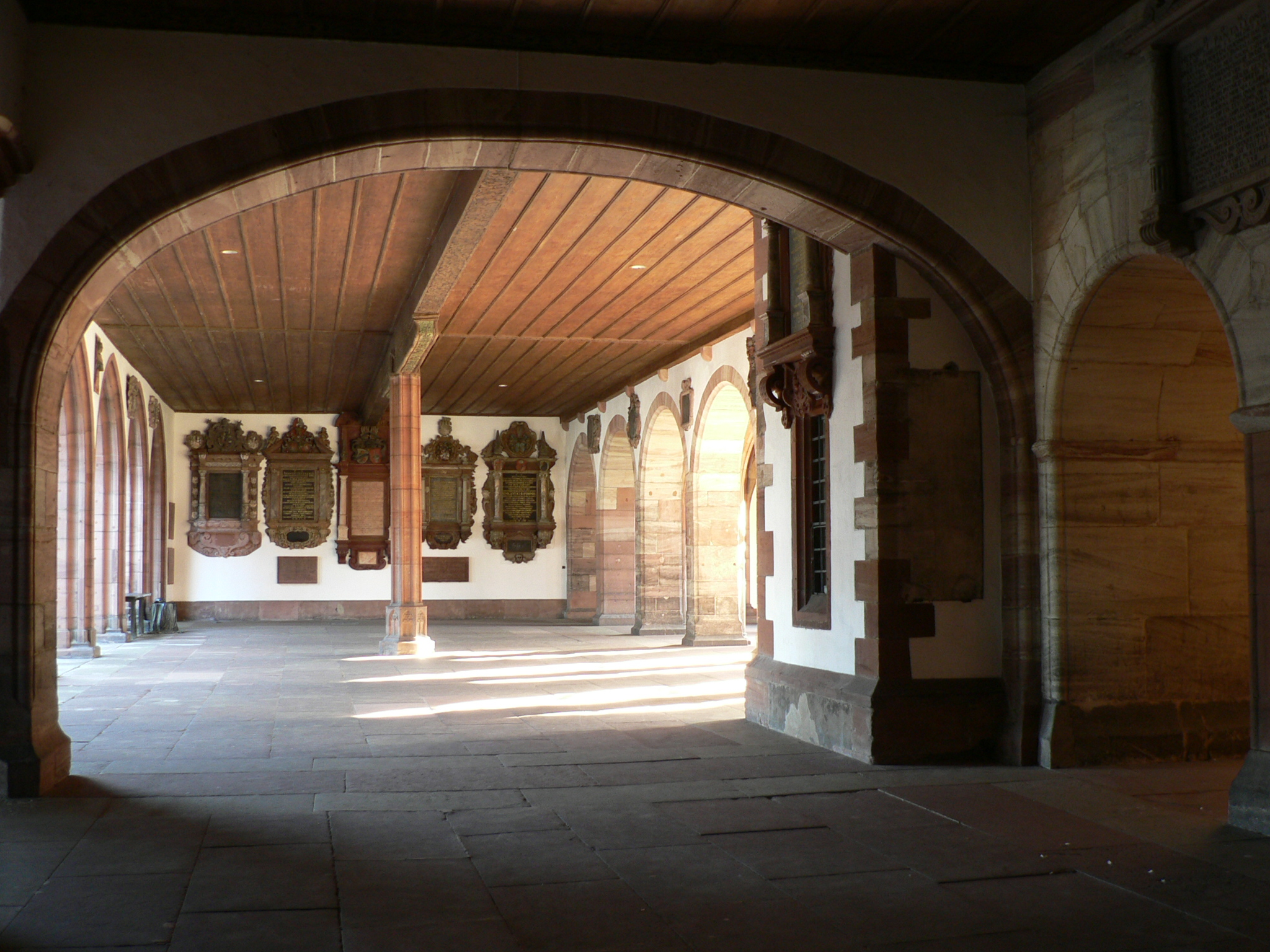
Zwischen dem Grossen und dem Kleinen Kreuzgang
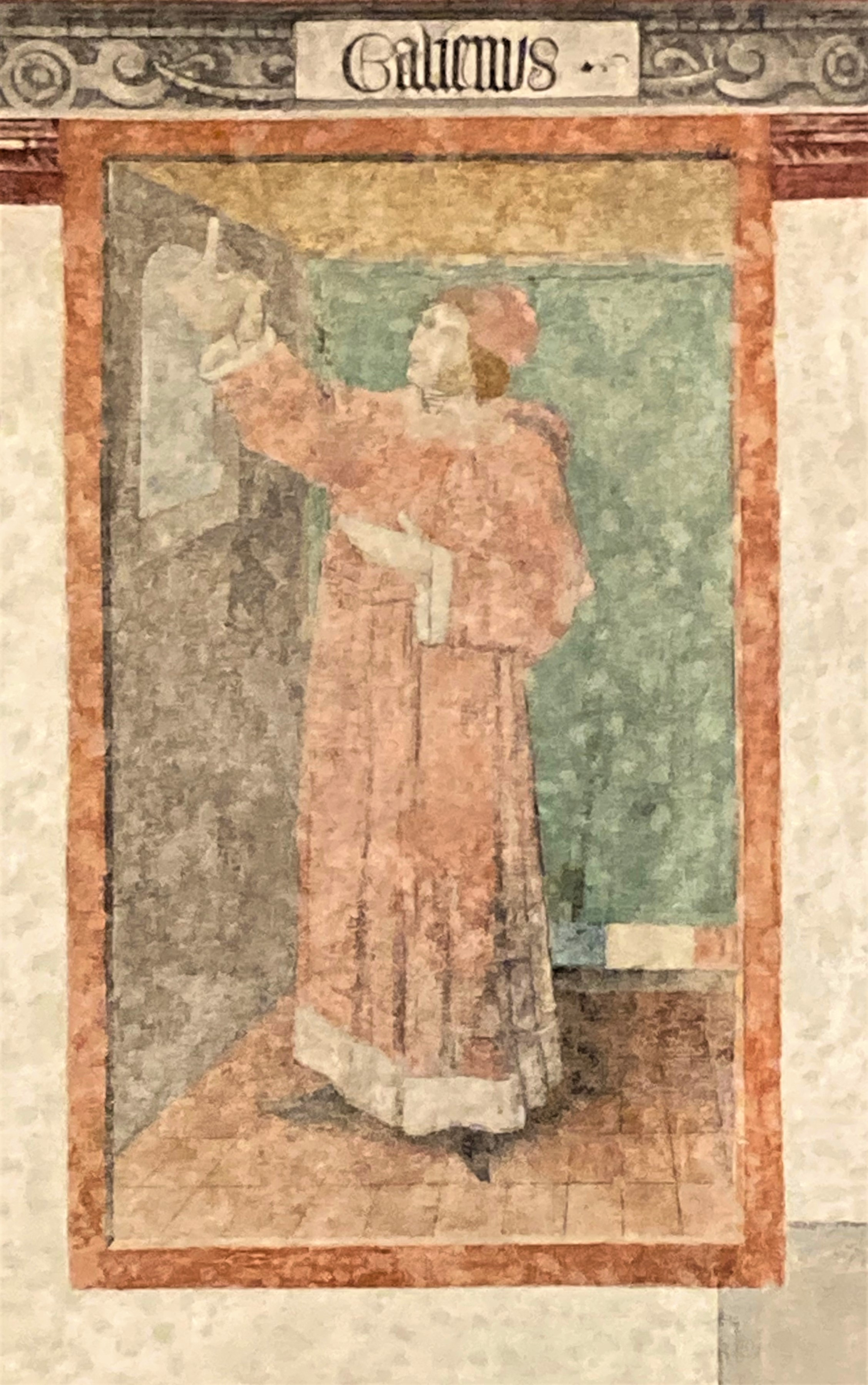
Galen, von der Bibliothek im Münstersaal über dem Kreuzgang
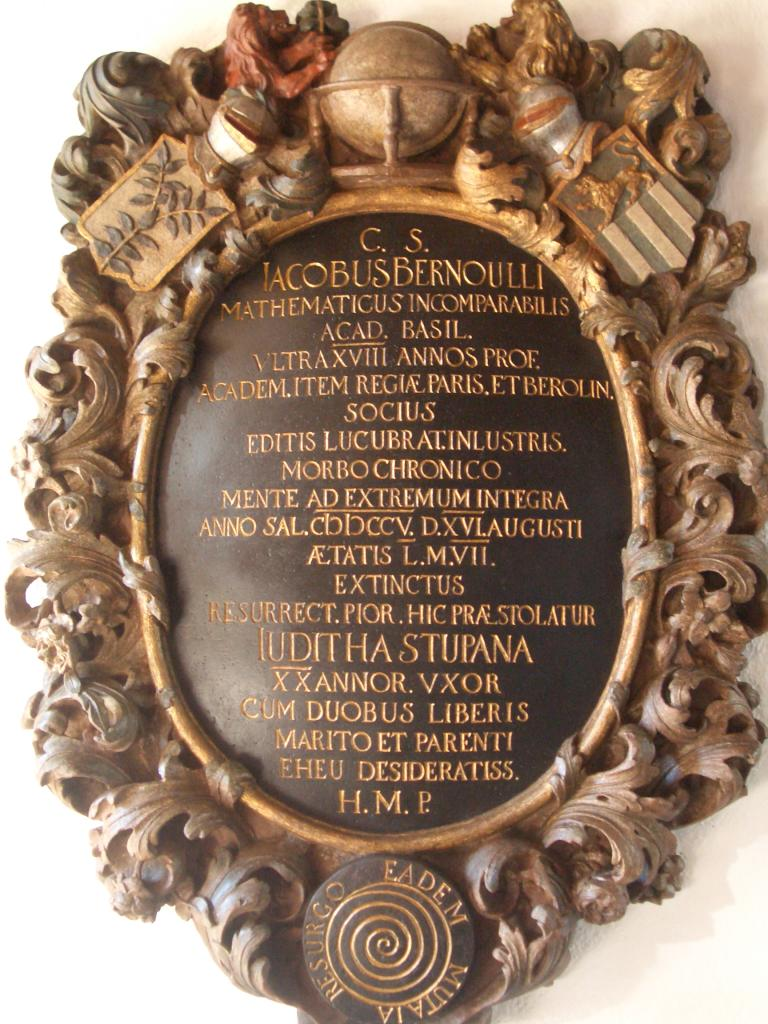
Epitaph von Jakob I. Bernoulli (1655–1705) zwischen beiden Kreuzgängen
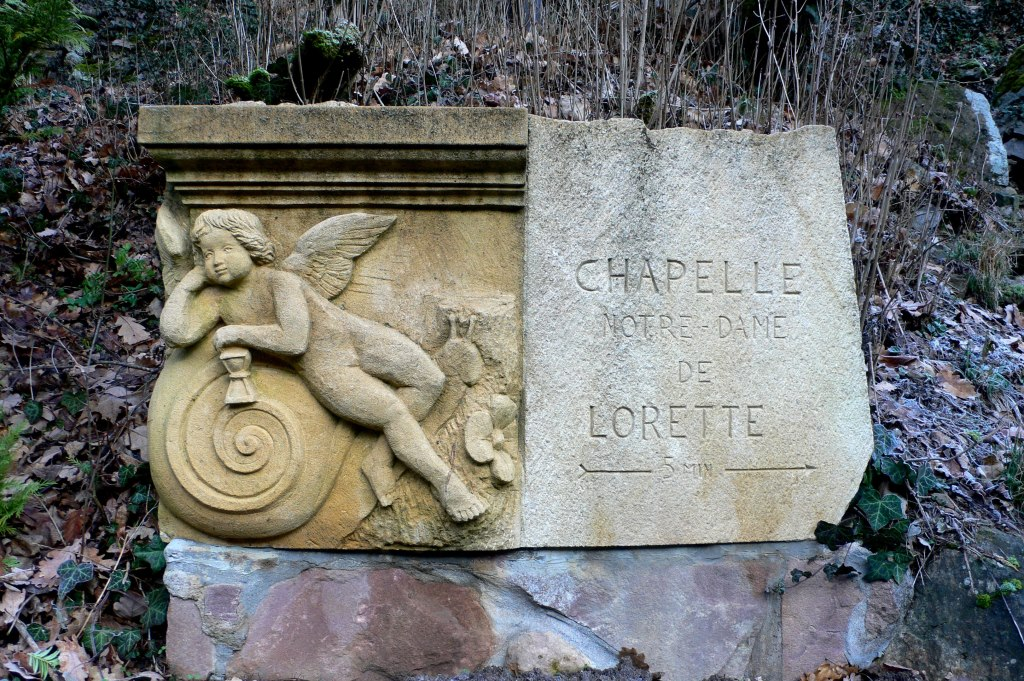
Wegweiser zur Lorettokapelle Murbach mit der Spolie «Genius auf einer Schnecke»
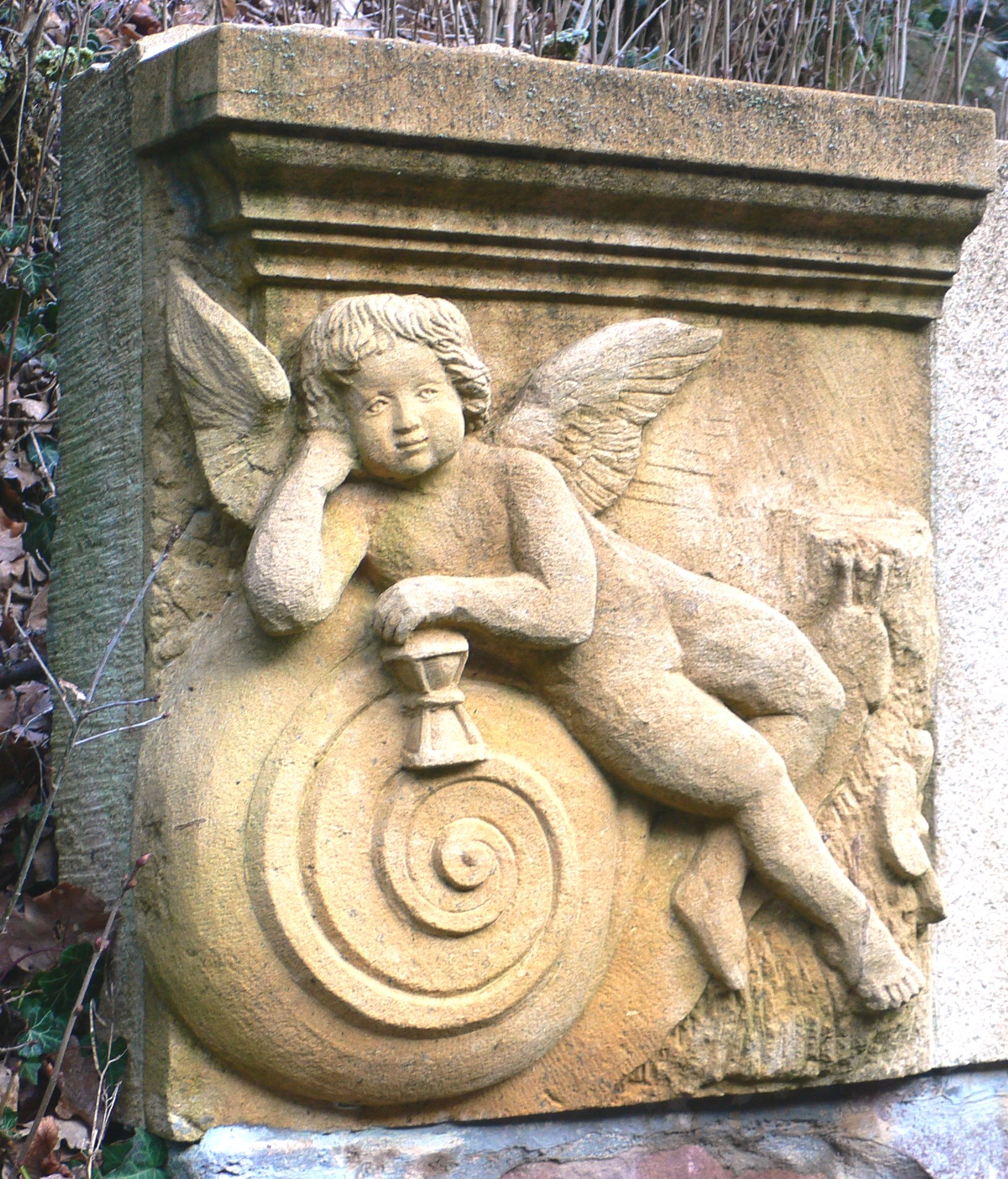
Geflügelter Genius auf Schneckenhaus, Herkunft und Alter der Spolie sind unbekannt

## Nutzung

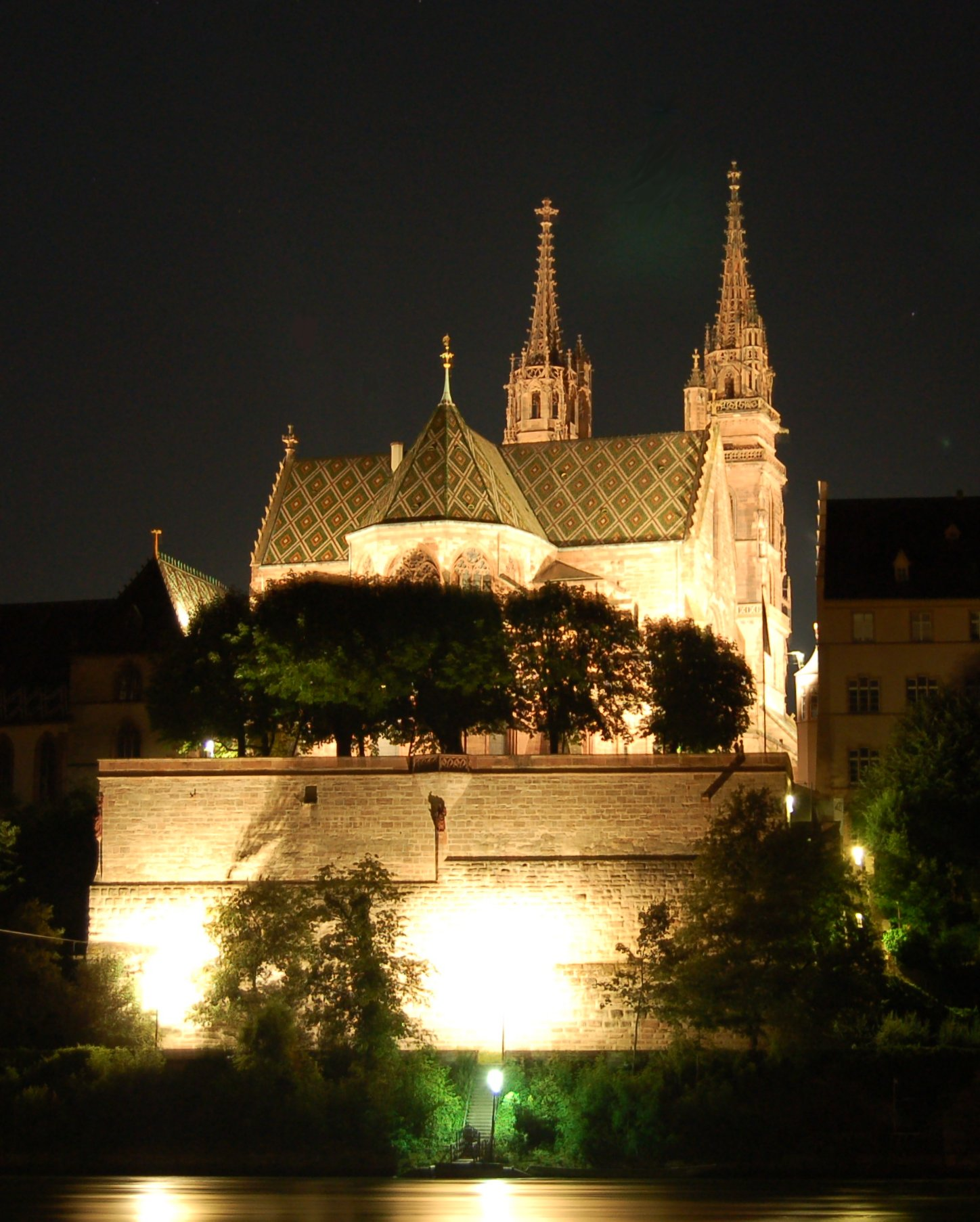
Nächtlich angestrahltes Münster und Pfalz

Das Basler Münster war bis zur Reformation Bischofskirche (Kathedrale) und Hauptkirche des Bistums Basel, welches eine Suffragandiözese des Erzbistums Besançon bildete. Zur Kathedrale gehörten auch die Bischofsresidenz (Palatium/Pfalz, später «Bischofshof») sowie die Wohngebäude der Domherren. Ab dem 12. Jahrhundert lebten sie in eigenen Wohnhäusern in Nachbarschaft zur Bischofskirche. Seit der Reformation, in deren Gefolge es am 9. Februar 1529 zum Bildersturm kam, ist das Münster Hauptkirche der Evangelisch-reformierten Kirche Basel-Stadt. Zur Münstergemeinde gehören heute auch die Gemeinden der Gellertkirche und der St. Jakobskirche. Aufgrund der Trennung von Kirche und Staat ist die evangelisch-reformierte Kirche alleinige Besitzerin des Gebäudes, der Kanton Basel-Stadt beteiligt sich aber zu drei Vierteln an den Unterhaltskosten.
Das Münster ist Ort regelmässiger Gottesdienste und kirchenmusikalischer Anlässe. Während des gesamten Jahres finden hier Konzerte der Basler Münsterkantorei, des Basler Gesangvereins und von Organisten statt. Der Stadtposaunenchor Basel veranstaltet jeden Samstagnachmittag ein Vesperblasen vom Münsterturm oder im Kreuzgang.